# Juscelino Kubitschek
Juscelino Kubitschek de Oliveira BTO • GColIH • GCTE (Diamantina, 12 de setembro de 1902 – Resende, 22 de agosto de 1976), também conhecido pelas suas iniciais JK, foi um médico, oficial da Polícia Militar mineira e político brasileiro. Foi o 21.º Presidente do Brasil, entre 1956 e 1961. Concluiu o curso de humanidades do Seminário de Diamantina e em 1920 mudou-se para Belo Horizonte. Em 1927, formou-se em medicina pela Universidade Federal de Minas Gerais (UFMG), e em 1930 especializou-se em urologia em Paris. Em dezembro de 1931, casou-se com Sarah Lemos, com quem teve a filha Márcia, em 1943. O casal também adotou Maria Estela em 1947.
Em 1931, ingressou na Polícia Militar como médico. Neste período, trabalhou na Revolução Constitucionalista e tornou-se amigo do político Benedito Valadares que, ao ser nomeado interventor federal em 1933, nomeou Juscelino como seu chefe de gabinete. Em 1934, foi eleito deputado federal, mas teve seu mandato cassado quando do golpe do Estado Novo. Com a perda do mandato, retornou à medicina. Em 1940, foi nomeado prefeito de Belo Horizonte por Valadares, permanecendo neste cargo até outubro de 1945. No final do mesmo ano foi eleito deputado constituinte pelo Partido Social Democrático. Em 1950, venceu Bias Fortes nas prévias do PSD para a escolha do candidato do partido ao Governo de Minas nas eleições daquele ano. Na eleição geral, derrotou seu concunhado Gabriel Passos e foi empossado governador em 31 de janeiro de 1951. Nesse cargo, criou a Companhia Energética de Minas Gerais, e também priorizou as estradas e a industrialização.
Em outubro de 1954, lançou sua candidatura à Presidência da República para a eleição de 1955, que foi oficializada em fevereiro de 1955. JK apresentou um discurso desenvolvimentista e utilizou como slogan de campanha "50 anos em 5". Em uma aliança formada por seis partidos, seu companheiro de chapa foi João Goulart. Em 3 de outubro, elegeu-se presidente com 35,6% dos votos, contra 30,2% de Juarez Távora, da UDN. A oposição tentou anular a eleição com a alegação de que JK não havia obtido a maioria absoluta dos votos. No entanto, o general Henrique Lott desencadeou um movimento militar que garantiu a posse de JK e Jango em 31 de janeiro de 1956. Na presidência, foi o responsável pela construção de uma nova capital federal, Brasília, executando assim um antigo projeto para promover o desenvolvimento do interior e a integração do país. Durante todo o seu mandato, o país viveu um período de notável desenvolvimento econômico e relativa estabilidade política. Por seu plano de governo ter sido centrado no desenvolvimento econômico e social, Juscelino tornou-se reconhecido como o "pai do Brasil moderno". No entanto, houve também um significativo aumento da dívida pública interna, da dívida externa, e, segundo alguns críticos, seu mandato terminou com crescimento da inflação, aumento da concentração de renda e arrocho salarial. Na época, não havia reeleição e, em 31 de janeiro de 1961, foi sucedido por Jânio Quadros, seu opositor, apoiado pela UDN.
Em 1961, elegeu-se senador por Goiás e tentou viabilizar sua candidatura à presidência em 1965. No entanto, com o golpe militar de 1964, foi acusado pelos militares de corrupção e de ser apoiado pelos comunistas. Como consequência, teve seu mandato cassado e seus direitos políticos suspensos. A partir de então, passou a percorrer cidades dos Estados Unidos e da Europa, em um exílio voluntário. Em março de 1967, voltou definitivamente ao Brasil e uniu-se a Carlos Lacerda e a Goulart na articulação da Frente Ampla, em oposição à ditadura militar, que foi extinta pelos militares um ano depois, levando JK à prisão por um curto período. O ex-presidente pretendia voltar à vida política depois de passados os dez anos da cassação de seus direitos políticos. Em outubro de 1975, concorreu, sem sucesso, a uma cadeira na Academia Brasileira de Letras. Ocupou a cadeira n.º 34 da Academia Mineira de Letras.
Juscelino morreu em um acidente automobilístico em 22 de agosto de 1976. Segundo a perícia e laudo oficial na época, o acidente ocorreu por uma fatalidade normal no trânsito. A versão foi contestada pela família, que chegou a pedir a exumação do corpo vinte anos depois, suspeitando que JK havia sido vítima de um assassinato. O resultado da perícia confirmou os laudos anteriores.

## Início de vida

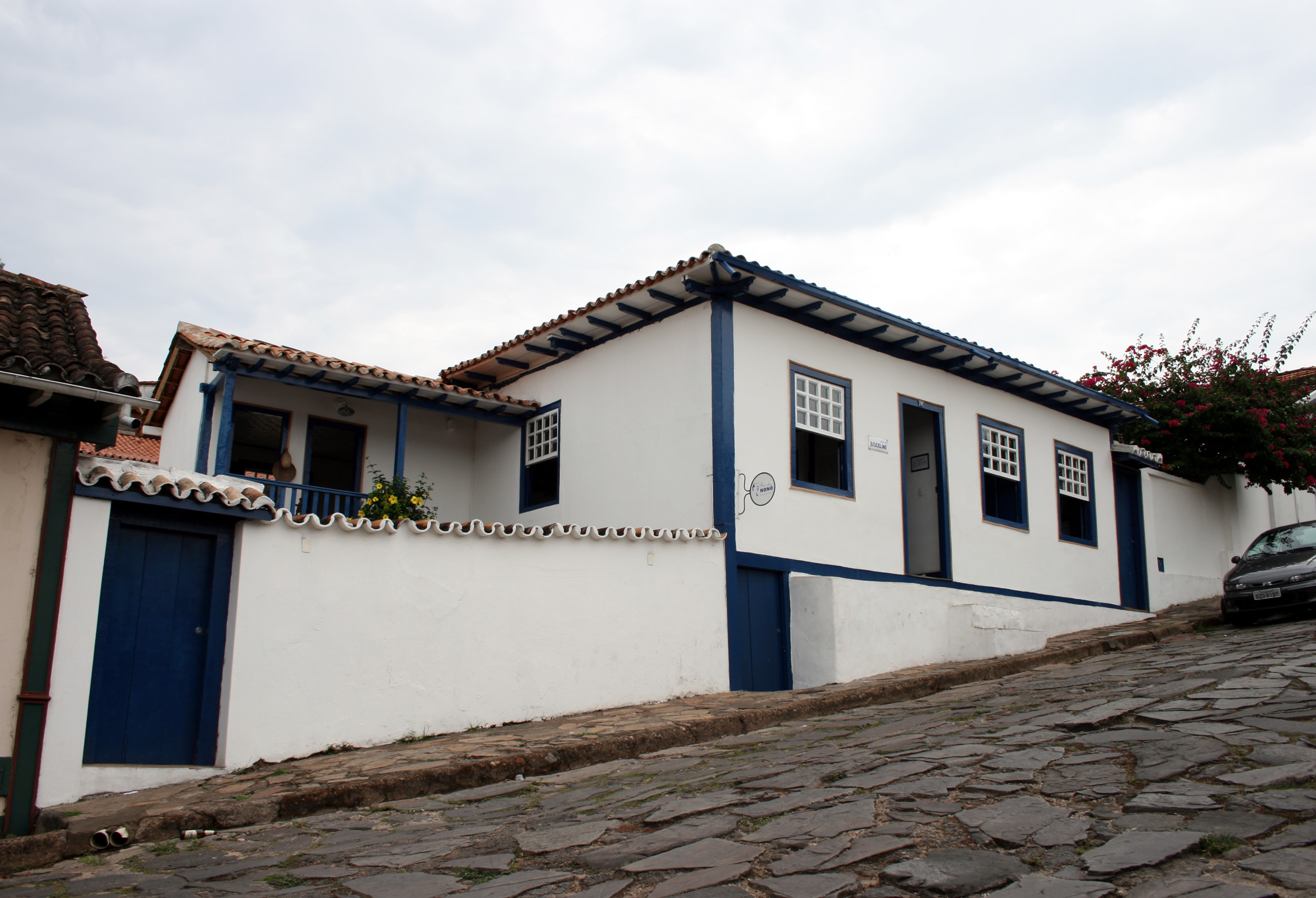
Residência de Juscelino dos três aos dezenove anos, localizada em Diamantina, na Rua São Francisco, número 241. Atualmente, é um museu.

Juscelino Kubitschek de Oliveira nasceu em 12 de setembro de 1902 em Diamantina, num casarão colonial na rua Direita. Seu pai, João César de Oliveira (1872-1905), foi caixeiro-viajante e também exerceu várias outras profissões, de garimpeiro a delegado de polícia. Durante uma viagem de serviço, João contraiu um resfriado que se transformou em pneumonia e deu origem a uma tuberculose. Com medo de contaminar a família com a doença, o pai de JK decidiu ir morar em uma casa isolada, recebendo visitas de amigos e familiares. João Oliveira faleceu em 10 de janeiro de 1905. A única renda da família passou a ser a da mãe, Júlia Kubitschek (1873-1971), que era professora primária e possuía ascendência checa (seu sobrenome é uma germanização do original tcheco Kubíček). Viúva aos 32 anos e poucos anos após ter se casado, em 1898, Júlia não quis se casar novamente, dedicando-se ao seu trabalho e aos dois filhos, Maria da Conceição, apelidada de Naná, nascida em 1901, e JK, o Nonô. Júlia havia perdido um bebê nos primeiros meses de vida, cujo nome era Eufrosina, nascida em 1900.
O bisavô materno de Juscelino, Jan Nepomuk Kubíček, chegou ao Brasil por volta do ano de 1835, recebendo o apelido de João Alemão, provavelmente por ter chegado de uma região não independente na época, a Boémia, que integrava o Império Austríaco (atualmente parte da República Checa), ou por ter cabelo ruivo e olhos azuis de acordo com as citações da época. Em 1840, o nome do João Nepomuk Kubitschek constou pela primeira vez em um censo populacional feito em Serro, Minas Gerais. Jan Nepomuk Kubíček teve três filhos, um deles Augusto Elias Kubitschek, comerciante de armarinho e pai de Júlia; outro filho de Jan, João Nepomuceno Kubitschek, fez carreira política, tendo chegado a ocupar os cargos de senador estadual constituinte e vice-governador de Minas Gerais entre 1894 e 1898.
Quando menino, em uma brincadeira de esconde-esconde com um primo, Juscelino teria machucado o dedo mínimo do pé direito. Segundo o jornalista e biógrafo Roniwalter Jatobá, isto teria duas consequências para a vida de JK. A primeira seria uma característica física, pois não poderia mais fazer longas caminhadas e a pressão do sapato iria lhe trazer incômodo. A segunda seria de característica profissional, devido à dedicação do médico que o atendeu, que o influenciou a seguir carreira na medicina.

### Educação e início de carreira

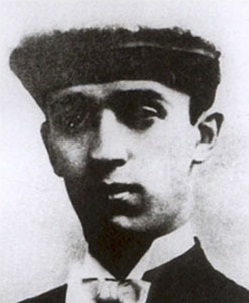
Juscelino na época de sua formatura em medicina, em 1927

Em 1914, Juscelino terminou o curso primário. Pagando uma mensalidade, foi estudar no seminário diocesano de Diamantina, dirigido por padres lazaristas. No seminário, teve de usar batina como os demais, seguindo os estudos num regime severo, levantando às cinco horas da manhã e indo dormir às oito horas da noite. Nos estudos, ia razoavelmente bem, com exceção da disciplina de Aritmética na qual tinha dificuldades. Segundo o historiador Francisco de Assis Barbosa, Juscelino era um menino "como outro qualquer, incapaz de despertar inveja ou inimizades devido à sua condição econômica humilde e por seu temperamento brincalhão e avesso a discussões e intrigas". Como não conseguiria sair da cidade para ir estudar em Belo Horizonte por ser menor de idade, dedicou-se a estudar sozinho, conseguindo a ajuda de alguns professores. Teve cursos de língua inglesa com um professor chamado José e língua francesa com a professora Madame Louise.
Em meio a dificuldades financeiras, conseguiu obter os exames preparatórios exigidos para o curso de medicina. Em 1919, prestou em BH um concurso para telegrafista na agência central da cidade. Para realizar o concurso exigia-se a idade mínima de dezoito anos, mas ele tinha apenas dezesseis anos incompletos. Para resolver este problema, conseguiu com o oficial de registro de Diamantina uma certidão forjada que marcava como se tivesse nascido em 1900. Ficou em décimo nono lugar, sendo classificado. No final de 1920, mudou-se para a capital mineira. De início, sua mãe pagava os custos do filho na nova cidade, mas ele não morava em boas condições de conforto. Dois anos após o concurso, em maio de 1921, foi divulgada a sua nomeação para telegrafista auxiliar. Em janeiro de 1922, prestou o vestibular e matriculou-se na Faculdade de Medicina da Universidade Federal de Minas Gerais. Em 1926, recebeu o diagnóstico de que estava com estertores no pulmão, tendo que ficar seis meses de cama. No quinto ano de medicina, começou a trabalhar com o seu cunhado e amigo Júlio Soares como interno na enfermaria da clínica cirúrgica da Santa Casa.
Juscelino gostava de dançar e, por isso, criou-se a fama de ser um "pé-de-valsa". Numa festa em 1926, conheceu Sarah Gomes de Sousa Lemos, filha do deputado federal Jaime Gomes de Sousa Lemos. A partir de então começaram a namorar. Em 17 de dezembro de 1927, formou-se em medicina, na mesma turma de Pedro Nava; foi na cerimônia de colação de grau que a mãe dele conheceu Sarah. Após a formatura, deixou os Correios, passando a trabalhar em uma clínica cirúrgica particular, com o cunhado na Santa Casa e como assistente do professor universitário Baeta Viana em duas cadeiras, a da Clínica Cirúrgica e Física Médica. Além disso, foi nomeado como médico da Caixa Beneficente da Imprensa Oficial do Estado. No final de abril de 1930, viajou de trem para o Rio de Janeiro, onde partiu para a França no navio Formose.

#### Viagens e especializações profissionais
O navio onde encontrava-se Juscelino fez várias escalas. O primeiro país em solo estrangeiro que o rapaz conheceu foi Senegal, mais especificamente a cidade de Dakar, seguindo para a cidade de Casablanca, no Marrocos. Juscelino chegou à cidade do Porto, Portugal, e a Vigo, Espanha, descendo próximo a Bordéus, já em território francês, onde pegou um trem para a capital Paris. Lá, inscreveu-se num curso de cultura francesa da Aliança Francesa, atualizando-se no idioma e visitando museus e lugares históricos, mas o objetivo principal da viagem era se especializar em urologia com o doutor Maurice Chevassu, atividade que durou três semanas.
Em agosto de 1930, com as férias de verão dos professores, JK embarcou no navio Lotus para uma viagem pelo Mar Mediterrâneo. O navio partiu de Marselha e faria uma volta completa pelo Mediterrâneo oriental. Em sua estadia na Europa, conheceu outros lugares, como: Viena, onde frequentou hospitais e enfermarias a fim de assistir operações; a Tchecoslováquia, terra de seu avô materno; e Berlim, cidade em que cumpriu um amplo programa de conhecimentos médicos em sua especialidade. De volta a Paris, confirmou com a embaixada brasileira os boatos de que haveria acontecido a chamada Revolução de 1930, ocasião em que o gaúcho Getúlio Vargas chegou ao poder. Após saber das novidades, JK e seus amigos Cândido Portinari e Leopoldo Fróes saíram pelas ruas a comemorar. No início de novembro de 1930, embarcou no navio Almirante Alexandrino, donde partiria para o Brasil e chegaria em 21 de novembro de 1930 no Rio de Janeiro. Ao chegar, pediu Sarah em casamento.

## Casamento e carreira na medicina

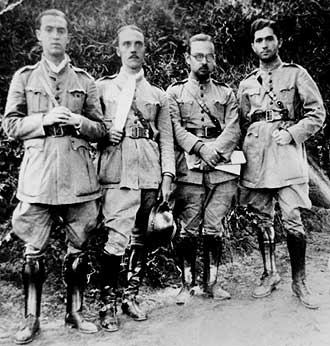
Foto tirada durante a Revolução Constitucionalista de 1932; JK é o primeiro da esquerda para a direita.

Ao retornar para Minas Gerais, Juscelino montou um consultório próprio na rua São Paulo, trabalhou na Santa Casa de Misericórdia e lecionou. Em março de 1931, com a ajuda de Gustavo Capanema, o secretário de Justiça, JK foi nomeado para a Força Pública, indo servir como capitão-médico no Hospital Militar, e ficando encarregado do Laboratório de Análises Clínicas.
Em 30 de dezembro de 1931, casou-se com Sarah na Igreja da Paz, em Ipanema, Rio de Janeiro. O vestido de Sarah era longo, sem véu e sem grinalda. A festa foi simples e íntima e o casal passou a lua de mel em um hotel da avenida Atlântica. Juscelino, que então morava com a irmã em Belo Horizonte, alugou uma casa na Avenida Paraúna, próximo a irmã. Após quase doze anos de casamento com Sarah, nasceu em 22 de outubro de 1943 sua primeira filha, Márcia. Na época, JK queria um menino. Em 1947, Juscelino e sua esposa adotaram Maria Estela, que tinha quatro anos de idade e fora dada para a adoção pelos pais biológicos.

### Revolução Constitucionalista

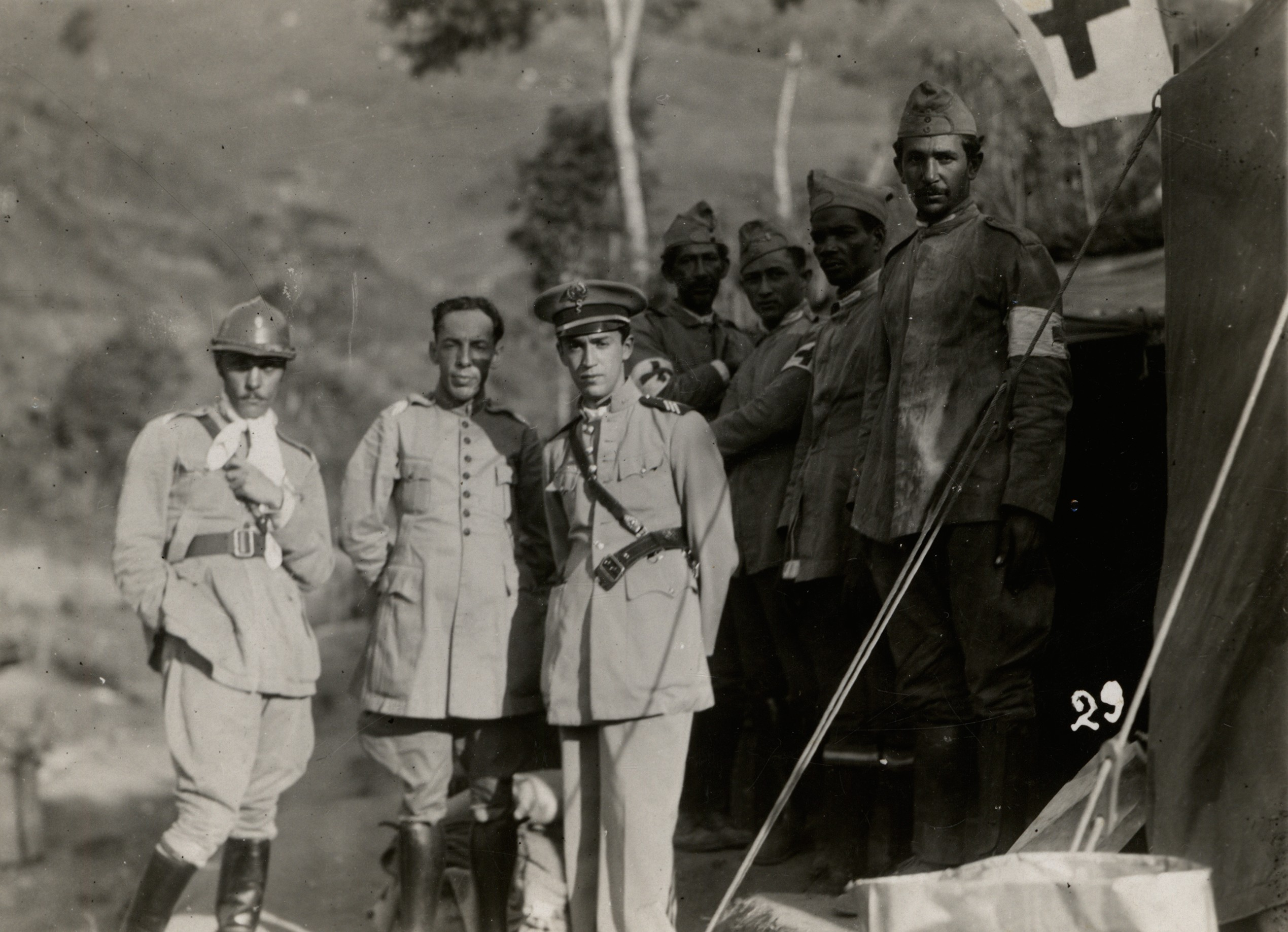
Dr. Bayard Lucas de Lima, Dr. Cristóvão Miranda e Juscelino Kubitschek no P. C. Lerí, nas proximidades de Túnel

Em julho de 1932, irrompeu a Revolução Constitucionalista, um conflito entre São Paulo e o Governo Vargas. Enquanto os paulistas rebelavam-se contra Vargas, os mineiros organizavam-se para defender o presidente. Neste contexto, Juscelino foi convocado pelo comando geral para atuar como médico das tropas mineiras que lutavam contra os paulistas na Serra da Mantiqueira. Instalado em Passa Quatro, JK começou a atender, de forma improvisada, feridos nas batalhas. Mais tarde, relembrou:
"Nunca pude me esquecer daquele espetáculo. Começaram a descer feridos. Uns tinham a farda ensanguentada, mas ainda caminhavam. Outros, sustentados pelos padioleiros, gemiam, com a roupa estraçalhada, deixando ver ferimentos de estilhaços de granada nas partes expostas. Muitos deixavam-se levar, inertes, os braços caídos e a fisionomia contraída pela dor. Alguns já se encontravam em agonia. Intermitentemente, faziam-se ouvir as peças de grosso calibre, canhões e morteiros. As granadas, explodindo a intervalos, davam-me impressão tão estranha quanto sinistra. Faziam-me pensar, estourando de um extremo a outro, que o Anjo da Morte distendia um imenso sudário para amortalhar a Mantiqueira."
JK recebeu um paciente em estado grave. Tendo que operá-lo, pediu a um coronel-médico que o ajudasse, mas este se recusou. Com a ajuda de um veterinário e de uma freira, conseguiu operar o soldado e salvá-lo. Logo depois, recebeu a visita de um capitão do quartel-general, que viera para abrir um inquérito contra o coronel que recusou ajuda a um paciente agonizante, mas Juscelino pediu que o inquérito não fosse aberto. A atitude de não querer prejudicar a carreira de um superior hierárquico do Exército aumentou a simpatia de Juscelino com os militares. Durante a revolução, conheceu o padre esloveno Alfredo Kobal, que serviu no Exército austríaco na Primeira Guerra Mundial, e Benedito Valadares, prefeito de Pará de Minas. Quando os combates acabaram, JK ficou responsável por transferir os feridos para as cidades de Varginha e Guaxupé. Com o fim do conflito na região, em 13 de setembro e resultando na vitória militar de forças pró-Vargas, JK voltou para casa, recebendo pessoalmente de Olegário Maciel, presidente do Estado, agradecimento pelo serviço prestado.

## Início da carreira política

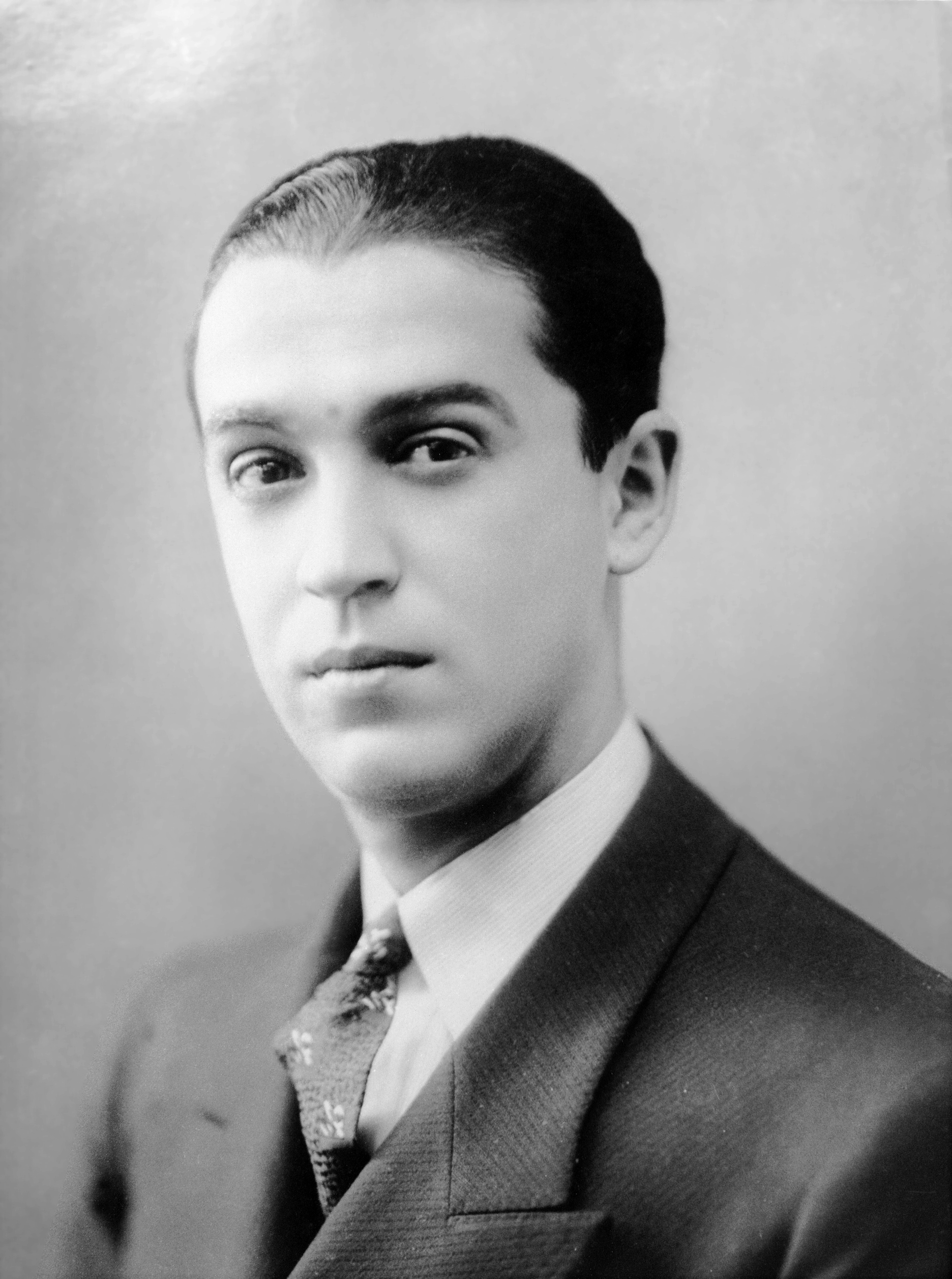
Juscelino nos anos 1930

Em 1933, com a morte de Olegário Maciel, o presidente Vargas nomeou Benedito Valadares para o cargo. Valadares e Juscelino tornaram-se amigos após a campanha eleitoral de 1932, e o novo interventor federal nomeou Juscelino para ocupar o cargo de chefe de gabinete. Ele inicialmente não aceitou o convite, dizendo pessoalmente a Valadares que não iria deixar sua profissão e que não tinha objetivos políticos. Valadares, no entanto, insistiu, indo até o hospital militar onde JK estava trabalhando e anunciando, durante homenagem a Maciel, que havia escolhido-o para compor seu gabinete. JK contou que foi nomeado por "imposição". No cargo, cuidava da agenda de Valadares e resolvia vários problemas conversando com as autoridades. Em Diamantina, por exemplo, conseguiu abrir estradas e preservar edifícios históricos. Nessa época, construiu a sua primeira obra pública: uma ponte sobre o Ribeirão do Inferno, ligando Diamantina à cidade de Rio Vermelho. Durante o período em que desempenhou a função, JK não desativou seu consultório, mas desistiu de desenvolver a tese que pretendia utilizar para candidatar-se a uma cátedra na Faculdade de Medicina.
Em outubro de 1934, JK foi eleito deputado federal, filiado ao recém-criado Partido Progressista de Minas Gerais. Ele licenciou-se de suas funções em Belo Horizonte e passou a morar no Rio de Janeiro, a capital federal, onde iniciou seu mandato em 3 de maio de 1935. JK passou mais tempo em seu estado natal do que no Rio de Janeiro e não esqueceu de suas bases eleitorais. Por ser o diretor da secretaria do PP desde setembro de 1934, gastava boa parte de seu tempo organizando o partido no interior mineiro. Em 1937, engajou-se na campanha de José Américo de Almeida, candidato à presidência da República para a eleição programada de 1938.
Como deputado, Juscelino atuava nos bastidores, articulando e defendendo os interesses do governo de Valadares. JK raramente discursava na tribuna, preferindo atuações menos expostas, como nas comissões. Também fez várias viagens, inclusive acompanhando Vargas em uma visita à Argentina e ao Uruguai. JK exerceu o mandato de deputado até o fechamento do Congresso Nacional, em 10 de novembro de 1937, com o golpe do Estado Novo, promovido por Vargas. Após o impedimento de seu mandato, confidenciou à esposa que sairia definitivamente da política naquele instante, voltando a exercer medicina em seu consultório particular e no Hospital Militar.

### Prefeito de Belo Horizonte

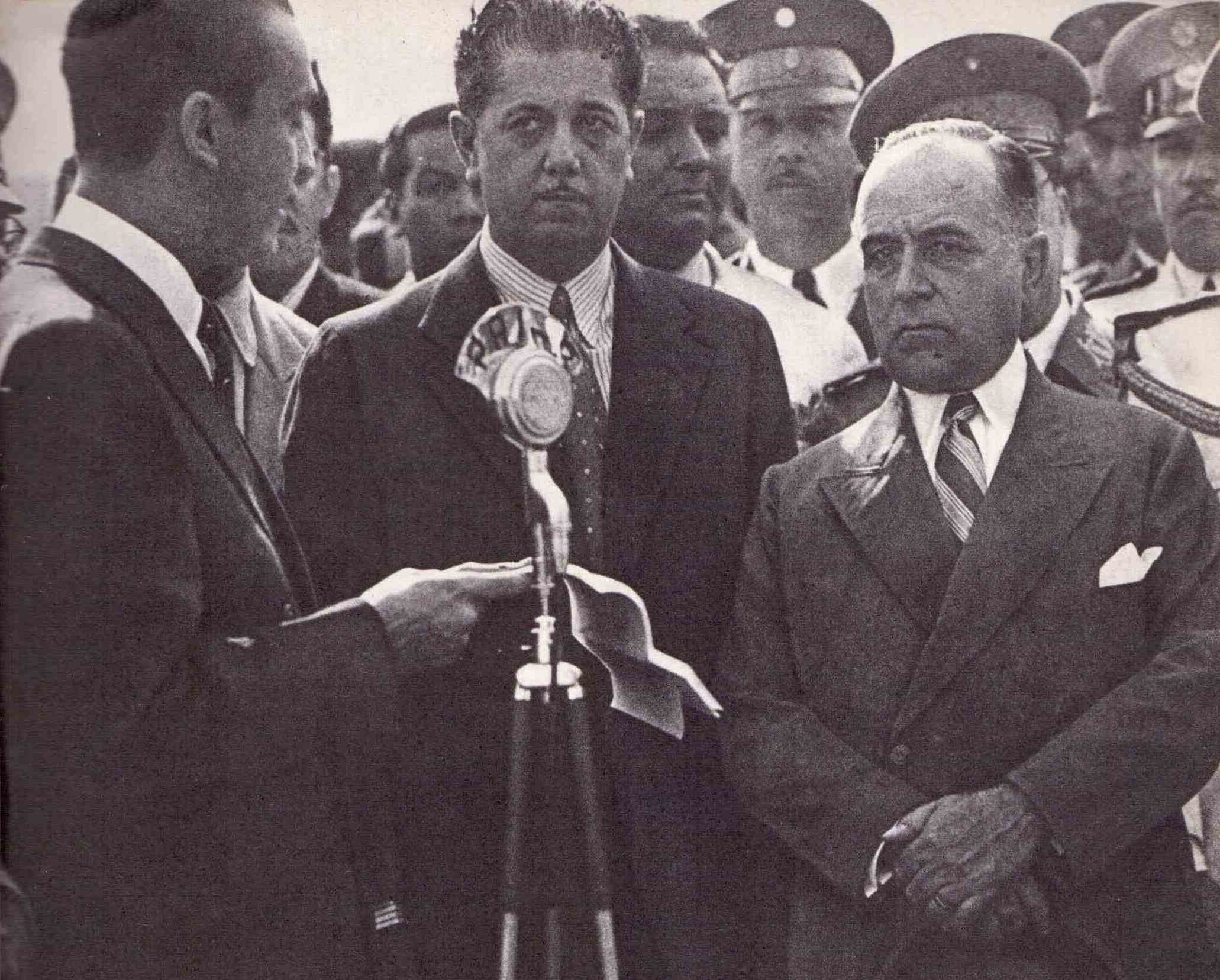
JK discursando diante de Benedito Valadares e Getúlio Vargas, em 12 de maio de 1940.

No início de 1940, Valadares nomeou Juscelino como prefeito de Belo Horizonte. A princípio, JK não quis aceitar o cargo, argumentando que não apoiava o regime ditatorial, mas sua nomeação foi divulgada em 16 de abril no Minas Gerais, e foi empossado dois dias depois. Como prefeito, não abandonou a medicina, chegando ao posto de tenente-coronel-médico da Polícia Militar de Minas Gerais, intercalando assim medicina com a Prefeitura.
Quando assumiu o cargo, Belo Horizonte tinha duzentos mil habitantes e a cidade estava com problemas financeiros, com arrecadação baixa, dívida aumentando e poucos recursos financeiros disponíveis. JK escolheu dar prioridade às obras públicas que melhorassem e embelezassem a cidade. Durante seu mandato, ficou conhecido como "prefeito furacão" pelas grandes mudanças feitas em BH. Ele restaurou, pavimentou e construiu muitas avenidas, canalizou vários córregos que banhavam a cidade visando o saneamento básico, construiu pontes e realizou terraplenagens a fim de integrar o centro da cidade a vários núcleos populacionais da zona suburbana, e desenvolveu a rede subterrânea de luz e telefone. Uma das mais importantes obras foi a construção do Conjunto Arquitetônico da Pampulha, um centro de lazer projetado por Oscar Niemeyer que tornou-se um marco cultural nacional.
Com o fim da Segunda Guerra Mundial, iniciou-se no país a redemocratização com a queda do Estado Novo e a posse de José Linhares. Os governantes que haviam sido indicados pela ditadura deixaram os cargos, incluindo Juscelino, em outubro de 1945.

### Deputado federal pela segunda vez
Após a saída da Prefeitura de Belo Horizonte, decidiu entrar definitivamente na política. Engajou-se na criação do Partido Social Democrático de Minas Gerais, fundado por políticos ligados a Valadares, como o companheiro político João Elias Neto. Nas eleições gerais de dezembro de 1945 foi eleito deputado federal para a Assembleia Nacional Constituinte pelo Partido Social Democrático (PSD), ficando em terceiro lugar. Pelo estado de Minas Gerais, elegeram-se também entre outros vinte deputados, entre eles Tancredo Neves, José Maria Alkmin, Gustavo Capanema e Valadares. Juscelino, juntamente com a esposa e a filha Márcia, foi morar na capital federal, mais especificamente em Copacabana. Em 5 de fevereiro de 1946, foi empossado deputado federal no Palácio Tiradentes.
Em seu segundo mandato como deputado federal, JK integrou a Comissão de Transportes e Comunicações, defendeu a transferência da capital federal para o Triângulo Mineiro, e discursou sobre a necessidade de se construir casas populares e de se realizar uma política de conteúdo social, tendo em vista elevar o padrão de vida das pessoas. Ele destacou-se por sua oratória e seus discursos mais importantes, com as frases que ficaram famosas, como "Deus me poupou o sentimento do medo", foram escritos pelo poeta carioca Augusto Frederico Schmidt; destacou-se, também, por sua atuação na chamada "política de bastidores", nome dado para as articulações políticas bem trabalhadas, típica de seu segundo partido político.
Em julho de 1946, um grupo de deputados federais, incluindo JK, embarcou em um avião da Força Aérea com destino a Belém, Pará, com o propósito de conhecer o extremo norte do país. Posteriormente, lembrou que essa foi a primeira vez a entrar em contato com um Brasil diferente daquele a que estava acostumado, afirmando: "Se a beleza dos cenários me seduziu e deslumbrou, tive a oportunidade de viver, por outro lado, o drama daquelas populações deserdadas, perdidas nos desvãos de um território imenso e quase sem um vínculo afetivo com a capital da República." Em maio de 1948, viajou com sua esposa para os Estados Unidos, permanecendo nesse país durante algumas semanas e conhecendo várias cidades, como Nova Iorque, Chicago, Detroit e Filadélfia. De acordo com suas memórias, essa viagem o convenceu de que o Brasil apenas alcançaria pleno desenvolvimento por meio de uma industrialização intensa e diversificada; desta forma, a passagem pelos EUA desempenhou grande influência em suas visões político-administrativas.

## Governador de Minas Gerais

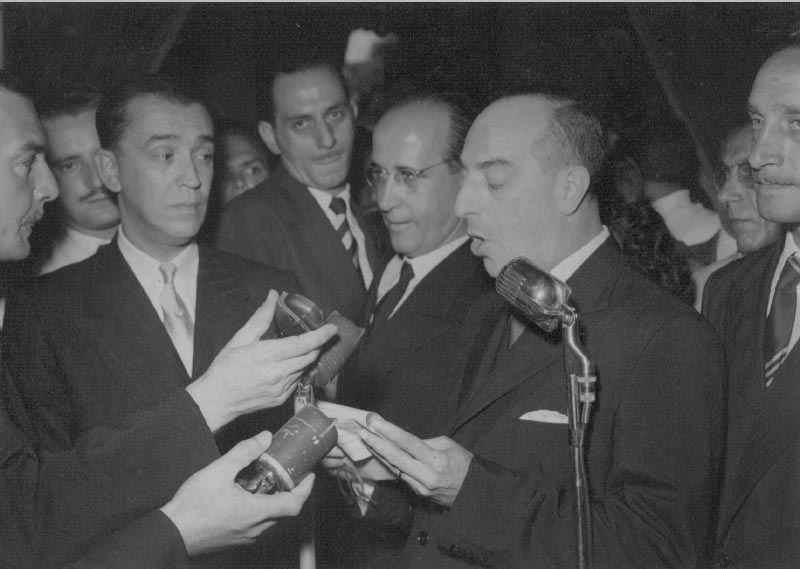
O governador Milton Campos transmite o cargo a JK, em 31 de janeiro de 1951.

No início da década de 1950, o PSD mineiro encontrava-se dividido entre as alas lideradas por Bias Fortes e JK; ambos mantinham o desejo de ser candidato ao governo estadual na eleição de 1950. Em 22 de julho de 1950, o PSD realizou sua convenção, com a comissão executiva, composta por 23 membros, sendo a encarregada pela escolha do candidato. JK acabou sendo o candidato do partido, vencendo a disputa por três votos; posteriormente, Tancredo recordou: "até hoje é um sigilo. Não se sabe quem votou em Juscelino, nem quem votou em Bias Fortes". JK contou, ainda, com o apoio do PR, PTN, PSP e PST. No decorrer da campanha, percorreu 168 municípios. Ironicamente, o outro candidato era o seu concunhado Gabriel Passos (PDC-UDN), casado com a irmã de sua esposa.
Minas Gerais não tinha produção de energia elétrica suficiente e nem estradas, por isso sua estratégia se baseou no binômio "Energia e Transporte", sugerido pelo reitor da Universidade do Brasil, Pedro Calmon. Apurados os resultados, JK foi eleito governador com 714 mil votos (56,7%), contra 544 mil votos (43,2%) de Gabriel. Pela mesma coalizão de JK, foi eleito para vice Clóvis Salgado da Gama com 676 mil votos (56,5%), derrotando Pedro Aleixo. A disputa pelo Senado foi vencida por Artur Bernardes Filho, também filiado ao PSD.

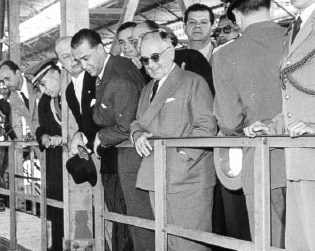
JK e o presidente Getúlio Vargas, na década de 1950

JK assumiu o cargo em 31 de janeiro de 1951, tornando-se o 24.º governador do estado. Como governador, criou a Companhia Energética de Minas Gerais (CEMIG) em 1952 e construiu cinco usinas hidrelétricas, triplicando o poder energético estadual. Com a eletrificação foi possível estimular a industrialização, e assim pôde ser instalado em agosto de 1954 um conjunto de produção metalúrgica na região metropolitana de Belo Horizonte, a Mannesmann, uma siderúrgica alemã que possibilitou a concretização de seus planos: tirar o estado da situação "agropastoril". Foram construídos mais de três mil quilômetros de estradas, 251 pontes e mais de 160 centros de saúde. Quando tomou posse, havia 680 mil alunos matriculados na escola primária, índice que saltou para 1,1 milhão de alunos no final do governo. Uma grande dificuldade que enfrentou como governador foi uma revolta ocorrida em Uberaba, em 1952, contra os elevados impostos estaduais, que causou prejuízos milionários.
JK buscou manter sua aliança política com Vargas, eleito presidente em 1950, conquistando a "bênção" do presidente para a realização de seus projetos como governador. Em meio a crise política iniciada com o atentado da rua Tonelero, JK convidou Vargas para participar da inauguração da siderúrgica Mannesmann—sendo esta a última viagem de Vargas antes de se suicidar, no final daquele mês. Juscelino foi o único governador a comparecer ao velório do presidente, ocorrido no Palácio do Catete. Com a posse do vice-presidente Café Filho, JK tentou evitar o agravamento da situação política e colaborou com o novo governo.
Ainda como governador, JK iniciou as articulações para candidatar-se à presidência em 1955, visitando diversos estados do país. Após receber o apoio do PSD para sua candidatura, em convenção nacional realizada em fevereiro de 1955, renunciou ao cargo de governador para se candidatar a presidente. Ao vice-governador Clóvis Salgado, afirmou: "vou ter que renunciar, e vão fazer tudo para impedir as eleições. Você vai ter que ficar com essa defesa aqui nas mãos. Porque, sem o apoio de Minas, meu velho, minha candidatura desmorona, não tenha dúvida." Salgado então o tranquilizou.

## Eleição presidencial de 1955

Numa fotografia da família presidencial na revista O Cruzeiro, edição de 4 de fevereiro de 1956.

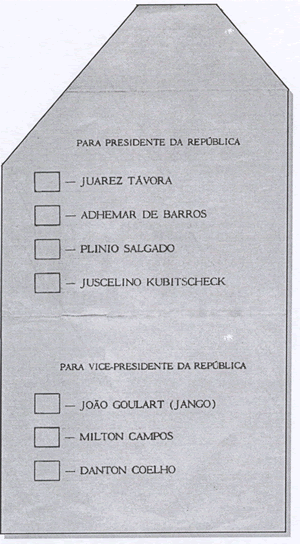
Primeira cédula eleitoral oficial, com candidatos a presidente e vice

Através de uma aliança política formada por seis partidos, Juscelino foi eleito Presidente da República em 3 de outubro de 1955, com 35,68% dos votos válidos, a menor votação de todos os presidentes eleitos de 1945 a 1960.
Naquela época as eleições realizavam-se em turno único. Nesta eleição, pela primeira vez no Brasil, utilizou-se a cédula eleitoral oficial confeccionada pela Justiça Eleitoral. Antes de 1955 os próprios partidos políticos confeccionavam e distribuíam as cédulas eleitorais.
Foi difícil o lançamento da candidatura de Juscelino, pois se acreditava em um veto militar a ele: JK era acusado de ser apoiado pelos comunistas. Somente quando o presidente da república Café Filho divulgou a carta dos militares na Voz do Brasil foi que Juscelino se lançou candidato, alegando que a carta dos militares não citava o seu nome.
Em campanha presidencial na Bahia, o então governador daquele estado, Antônio Balbino perguntou a Juscelino qual era a verdadeira posição do "Café". O candidato prontamente respondeu, em clara ironia, referindo-se ao ex-presidente Café Filho:
| “ | Qual deles, Balbino? O vegetal ou o animal? | ” |

Para dar legitimidade e prestígio à sua candidatura a presidente, JK visitou o já idoso e venerado ex-presidente da república Venceslau Brás em sua residência no sul de Minas. Pediu e conseguiu o apoio do antigo presidente à sua candidatura.
A apuração dos votos foi demorada. Em 3 de outubro de 1955, JK elegeu-se com 3 077 411 votos (35,68%), o general Juarez Távora recebeu 2 610 462 votos (30,27%), Ademar de Barros conseguiu 2 222 725 votos (25,77%) e Plínio Salgado conquistou 714 379 votos (8,28%). Juscelino obteve 400 000 votos a mais que o candidato da União Democrática Nacional Juarez Távora, e 800 000 votos a mais que o terceiro colocado, o ex-governador de São Paulo Ademar de Barros. Juscelino foi favorecido pelo lançamento da candidatura de Plínio Salgado, que tirou votos do candidato Juarez Távora.
A UDN tentou impugnar o resultado da eleição, sob a alegação de que Juscelino não obteve vitória por maioria absoluta dos votos. A posse de Juscelino e do vice-presidente eleito João Goulart só foi garantida com um levante militar liderado pelo ministro da Guerra, general Henrique Teixeira Lott que, em 11 de novembro de 1955, depôs o então presidente interino da República Carlos Luz. Suspeitava-se que Carlos Luz, da UDN, não daria posse ao presidente eleito Juscelino. Assumiu a presidência, após o golpe de 11 de novembro, o presidente do Senado Federal, Nereu Ramos do partido de JK, o PSD. Nereu Ramos concluiu o mandato de Getúlio Vargas, que fora eleito para governar de 1951 a 1956. O Brasil permaneceu em estado de sítio até a posse de JK em 31 de janeiro de 1956.

### Viagem internacional

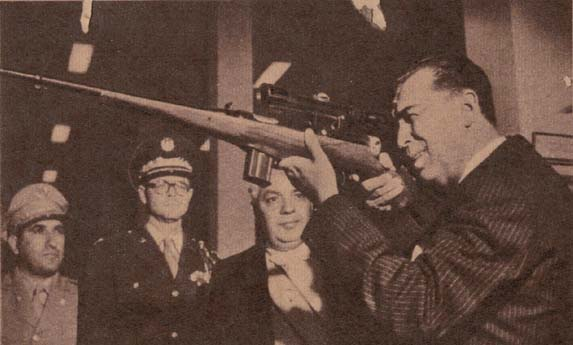
Juscelino Kubitschek com um fuzil, na República Dominicana, em 1956.

Antes de tomar posse como presidente eleito, JK fez uma série de visitas a outros países, com o objetivo de apresentar aos seus mandatários a política de desenvolvimento que estava planejando para o Brasil:
| “ | O meu objetivo não é apenas afastar-me da cena política nacional, de forma a permitir que as paixões serenassem mas, sobretudo, estabelecer contatos diretos com os Chefes de Governo e com os capitães da indústria e do comércio daqueles países, para apresentar-lhes, em termos concretos, a política de desenvolvimento econômico que instalarei no Brasil. | ” |

JK foi aos Estados Unidos, cujo governo estava preocupado com as acusações da oposição de que Juscelino tivesse sido eleito com o voto dos comunistas. Nesta viagem não haveria obtido sucesso, pois os empresários de lá não lhe deram atenção. Também viajou para a Europa (Inglaterra, França, Alemanha, Holanda, Bélgica, Espanha, Portugal, Itália e Vaticano).

## Presidente do Brasil

O Brasão presidencial de Kubitschek composto com as condecorações que ele recebeu, de diferentes países, como chefe de estado.

Juscelino foi o último presidente da República a assumir o cargo no Palácio do Catete. Foi empossado em 31 de janeiro de 1956, e governou por cinco anos, até 31 de janeiro de 1961. Seu vice-presidente, eleito também em 3 de outubro de 1955, foi João Goulart. Não havia reeleição naquela época. Foi o primeiro presidente civil desde Artur Bernardes a cumprir integralmente seu mandato. Juscelino Kubitschek empolgou o país com seu slogan "Cinquenta anos em cinco", conseguiu encetar um processo de rápida industrialização, tendo como carro-chefe a indústria automobilística. Houve, no seu governo, um forte crescimento econômico, porém, houve também um significativo aumento das dívidas públicas interna e externa, bem como da inflação nos governos seguintes de Jânio Quadros e João Goulart. Os anos de seu governo são lembrados como "Os Anos Dourados", coincidindo com a fase de prosperidade norte-americana conhecida como "The Great American Celebration", que se caracterizou pela baixa inflação, elevadas taxas de crescimento da economia e do padrão de vida dos norte-americanos.

Posse de Juscelino Kubitschek como Presidente da República e de João Goulart como Vice, 1956. Arquivo Nacional.

### O Plano de Metas

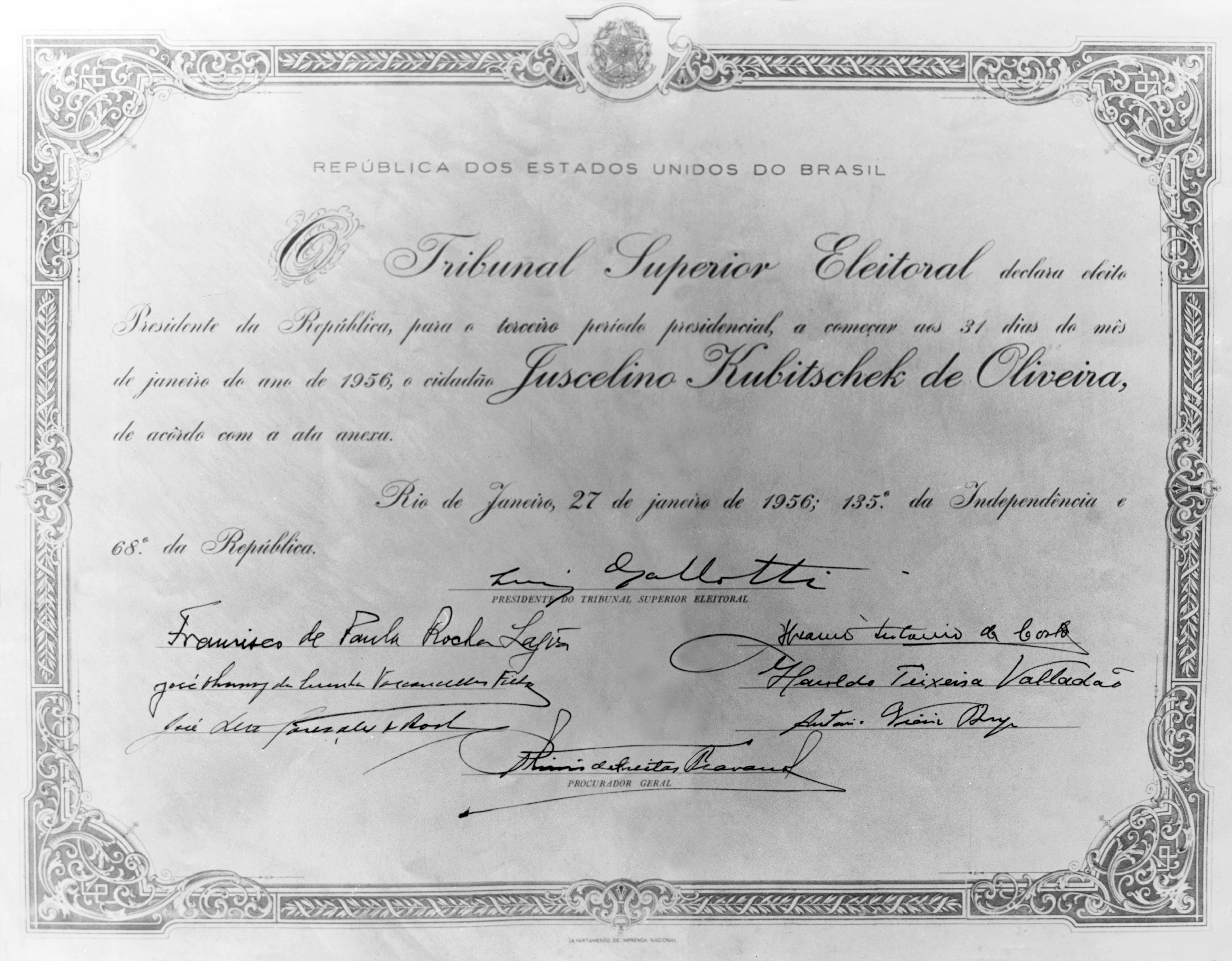
Diploma de Presidente da República de Juscelino Kubitschek de Oliveira, expedido pelo Tribunal Superior Eleitoral no dia 27 de janeiro de 1956, de acordo com Código Eleitoral Brasileiro de 1950 instituído pela Lei nº 1 164, de 24 de julho de 1950.

Em seu mandato presidencial, Juscelino Kubitscheck lançou o Plano Nacional de Desenvolvimento, também chamado de Plano de Metas, que tinha o célebre lema "Cinquenta anos em cinco". O plano tinha 31 metas distribuídas em cinco grandes grupos: energia, transportes, alimentação, indústria de base, educação e a meta principal ou meta-síntese: a construção de Brasília. O Plano de Metas visava estimular a diversificação e o crescimento da economia brasileira, baseado na expansão industrial e na integração de todas as regiões do Brasil, através da nova capital localizada no centro do território brasileiro, na região do Brasil Central.
A estratégia do Plano de Metas era corrigir os "pontos de estrangulamento" da economia brasileira, em termos atuais reduzir o Custo Brasil, que poderiam estancar o crescimento econômico brasileiro (por falta de estradas e energia elétrica) e reduzir a dependência das importações, no processo chamado de "substituição de importações", já que o Brasil padecia de uma crônica falta de divisas externas (dólares).

### A convivência democrática

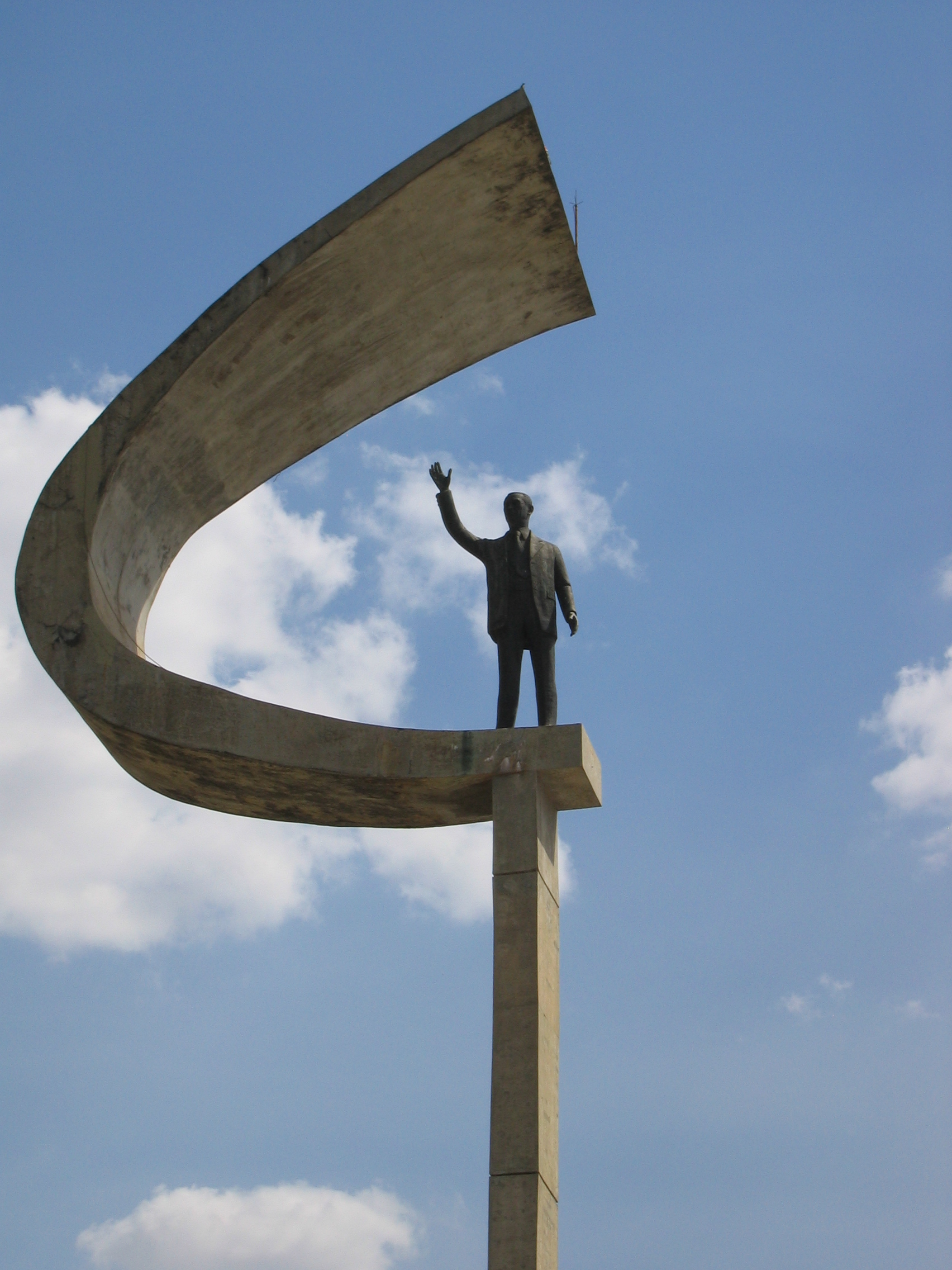
Memorial JK, museu em homenagem ao presidente.

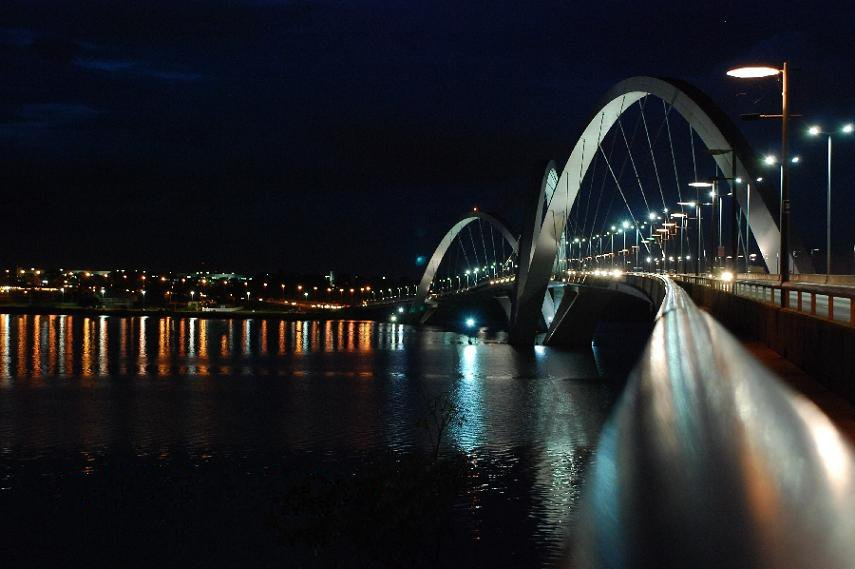
Ponte Juscelino Kubitschek

Outro fato importante do governo de JK foi a manutenção do regime democrático e da estabilidade política, que gerou um clima de confiança e de esperança no futuro entre os brasileiros. Teve grande habilidade política para conciliar os diversos setores da sociedade brasileira, mostrando-lhes as vantagens de cada setor dentro da estratégia de desenvolvimento de seu governo.
JK evitou qualquer confronto direto com seus adversários políticos e apelou a eles para que fizessem oposição sempre dentro das leis democráticas. Anistiou os militares revoltosos de Jacareacanga e Aragarças. Muitos políticos da UDN (adversária do PSD de Juscelino) o apoiavam, ficando estes políticos conhecidos como a UDN chapa-branca.
Outro momento de tensão política do seu governo foi em 23 de novembro de 1956, quando JK ordenou a prisão domiciliar do general Juarez Távora, que havia sido derrotado nas eleições de 1955. O motivo seria o fato de Juarez Távora ter desafiado a ordem de JK, dada em 21 de novembro de 1956, que proibia os militares de fazerem manifestação ou comentário político. O ministro da Guerra Henrique Teixeira Lott cumpriu a ordem de prisão, mas pediu exoneração do cargo, porém voltou atrás. Com sua atitude enérgica e apoio de Lott, JK se fortaleceu entre os militares, setor em que tinha antes pouca aceitação e prestígio. JK fechou também, em novembro de 1956, a "Frente de Novembro" e o "Clube da Lanterna", que faziam oposição a JK.
Seu maior adversário político foi Carlos Lacerda, com o qual se reconciliou posteriormente. Juscelino não permitiu que Carlos Lacerda desse declarações a emissoras de televisão durante todo o seu governo. Juscelino confessou a Lacerda, depois, que se tivesse deixado Lacerda dar tais declarações, este o derrubaria.

### Economia e obras
O governo de Juscelino Kubitschek usou uma plataforma nacional desenvolvimentista, o Plano de Metas, lançado em 1956, e permitiu a abertura da economia brasileira ao capital estrangeiro. Entre 1955 e 1961, entraram mais de dois bilhões de dólares destinados às metas. Isentou de impostos de importação as máquinas e equipamentos industriais, assim como liberou a entrada de capitais externos em investimentos de risco, desde que associados ao capital nacional ("capital associado"). Para ampliar o mercado interno, o plano ofereceu uma generosa política de crédito ao consumidor.

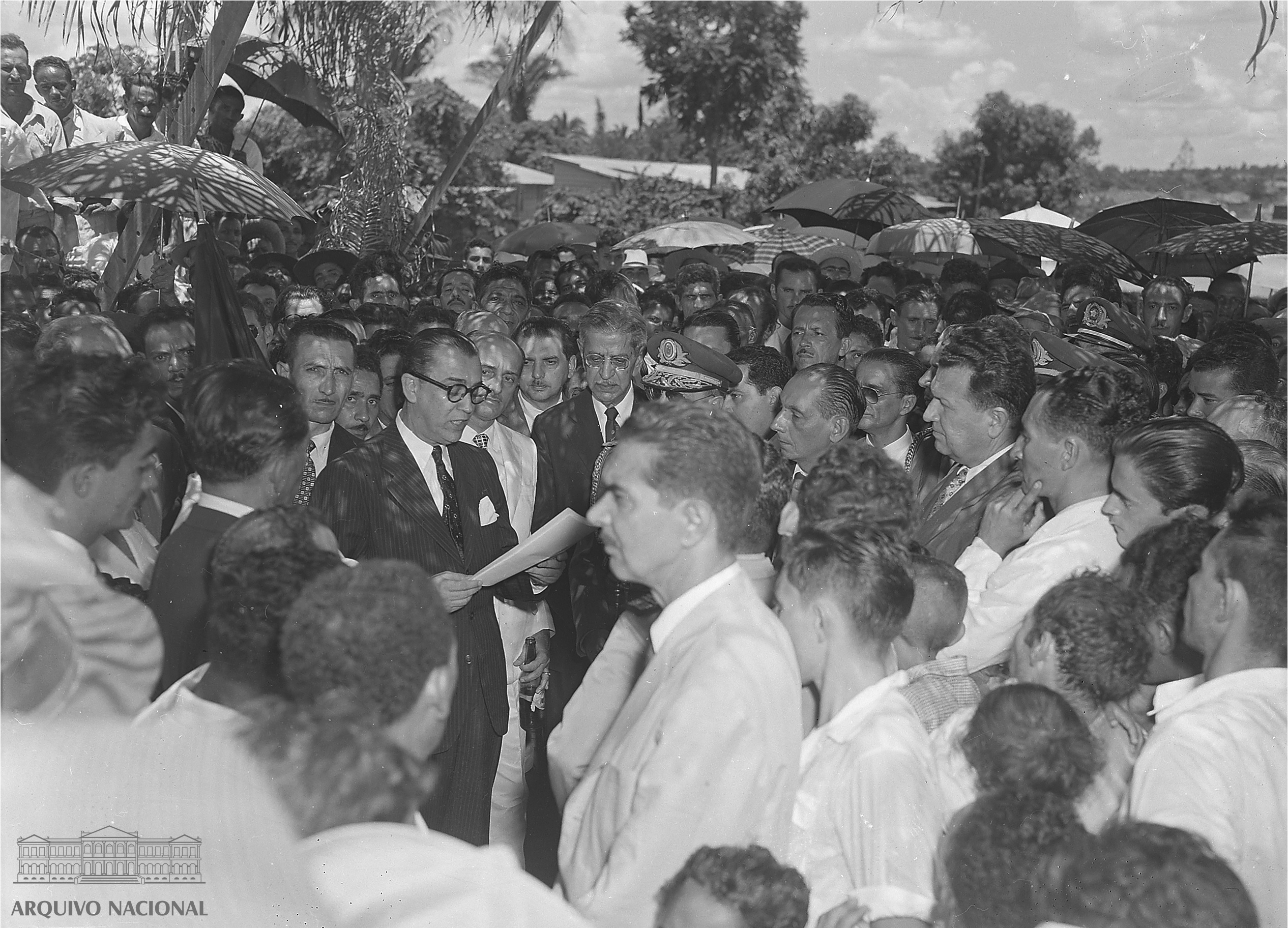
Presidente Juscelino Kubitschek discursa durante inauguração da Ponte João Alberto, que liga as cidades de Aragarças, em Goiás, e Barra do Garças, em Mato Grosso, em 6 de janeiro de 1958. Foto do Arquivo Nacional.

O país crescia 7,9% ao ano. JK promoveu a implantação da indústria automobilística com a vinda de fábricas de automóveis para o Brasil. Como na época os Estados Unidos estavam mais interessados no mercado europeu, vieram marcas europeias, inicialmente com o capital alemão (Volkswagen), francês (Simca) e nacional com tecnologia estrangeira (Vemag). Promoveu a indústria naval com capital japonês, holandês e nacional, e a siderurgia com recursos estatais do BNDES e capital japonês agregado à Usiminas. Construiu grandes usinas hidrelétricas, como Furnas, localizada em São José da Barra, e Três Marias. A construção de Furnas foi iniciada em 1957 e concluída em 1963. Furnas formou um dos maiores lagos artificiais do mundo que banha 34 municípios mineiros e que ficou conhecido como o "Mar de Minas Gerais".
O processo de industrialização da região Sudeste com a criação de empregos, aumenta a vinda dos nordestinos para essa região, principalmente São Paulo e Rio de Janeiro, assim como imigrantes das áreas rurais de todo o país. Muitos empresários, principalmente os paulistas, acreditavam que o pouco desenvolvimento da região Nordeste era um dos maiores obstáculos para a ampliação do mercado interno, pois excluía um terço da população. Em 15 de dezembro de 1959, JK criou a Superintendência de Desenvolvimento do Nordeste (Sudene) para integrar a região ao mercado nacional.
Abriu as rodovias transregionais que uniram todas as regiões do Brasil, antes sem ligação rodoviária entre elas. Aumentou a produção de petróleo da Petrobras. Com exceção das empresas de energia hidrelétrica, Juscelino praticamente não criou nenhuma empresa estatal.
Comprou, em 1956, para a Marinha do Brasil, o seu primeiro porta-aviões, o NAeL Minas Gerais (A-11).

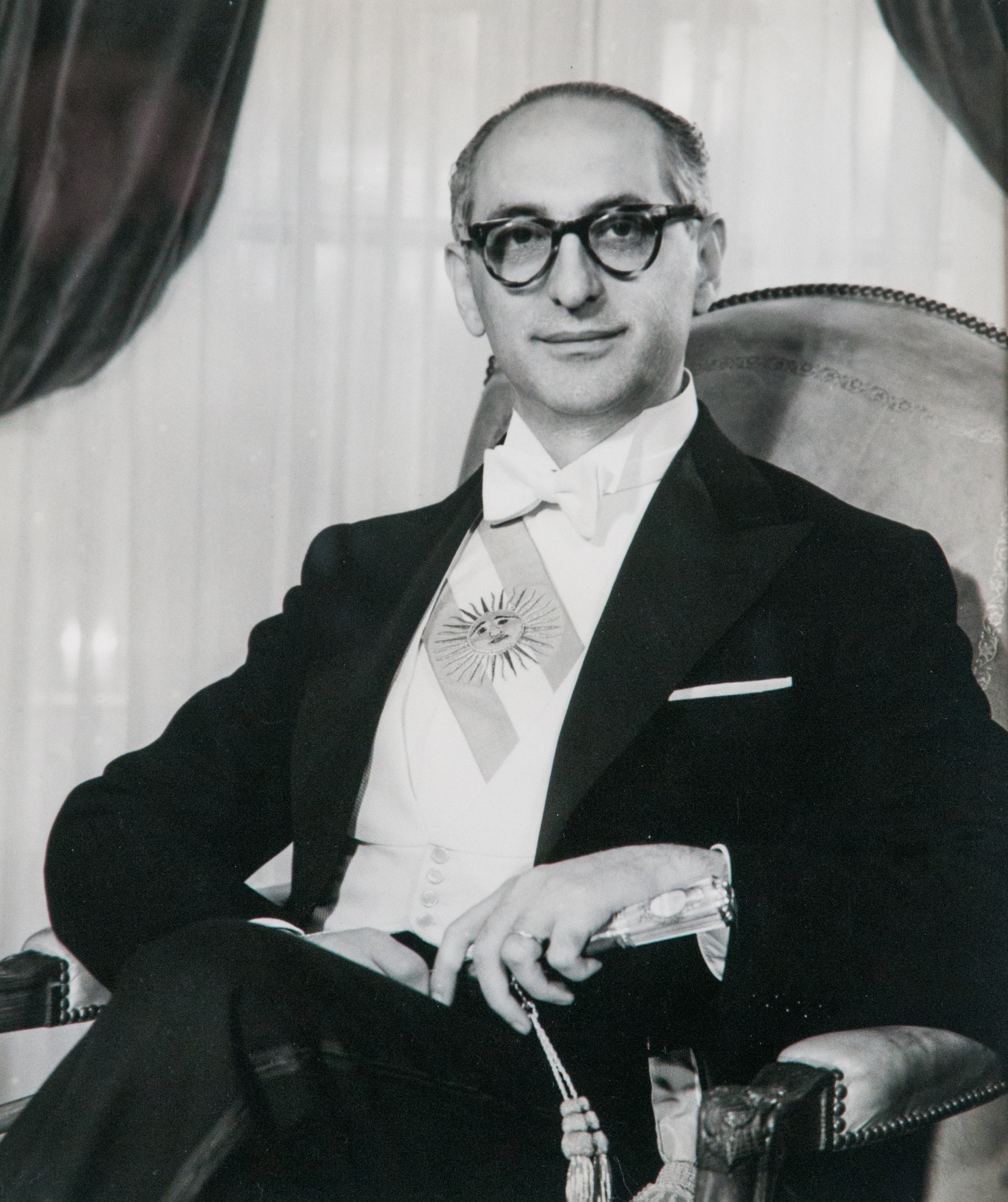
Devido à semelhança no desenvolvimento das políticas econômicas de ambos os líderes, Juscelino Kubitschek é muitas vezes comparado a seu colega argentino, Arturo Frondizi.

Entre 1959 e 1960, houve uma crise na obra de construção de Brasília. As verbas haviam acabado e JK entendia que não poderia terminar o governo sem construir Brasília. Ao pedir um empréstimo de 300 milhões de dólares para o Fundo Monetário Internacional (FMI), o órgão exigiu que o país "colocasse a casa em ordem antes de pedir ajuda financeira". JK substituiu o ministro da Fazenda José Maria Alkmim por Lucas Lopes, mas rompe "todos os entendimentos com o FMI". Lucas Lopes ficou por um ano no ministério e saiu após sofrer um infarto. O historiador estadunidense Thomas Skidmore diz que o contentamento era maior do que se o Brasil tivesse recebido os 300 milhões, pois "os brasileiros tinham a sensação de estar desafiando com êxito as autoridades estrangeiras para as quais seus vizinhos da Argentina e Chile abaixavam a cabeça".
JK emitiu títulos da dívida pública e cartas precatórias, que são papéis negociados na bolsa de valores para se conseguir capital de curto prazo. JK vendeu esses papéis com deságio, ou seja, com um preço abaixo do valor de mercado que poderia ser recuperado posteriormente em um prazo de cinco anos. Com isso, conseguiu dinheiro para terminar a construção de Brasília, no entanto, fez com que JK fosse acusado de inviabilizar os próximos governos do país, por aumentar a dívida pública federal.
Junto com Brasília, uma grande obra rodoviária ajudou muito o povoamento e desenvolvimento do Brasil Central e da Amazônia: a rodovia BR-153 (antiga BR-14), também conhecida como Rodovia Belém-Brasília. Outras obras rodoviárias importantes ligando regiões brasileiras, feitas por Juscelino, foram:
- A Rodovia Régis Bittencourt, (antiga BR-2), que liga o Sudeste do Brasil ao Sul do Brasil, inaugurada no início de 1961.Inauguração da Fábrica da General Motors em São José dos Campos (SP) pelo Presidente Juscelino Kubitschek, 1959. Arquivo Nacional.

Inauguração da Fábrica da General Motors em São José dos Campos (SP) pelo Presidente Juscelino Kubitschek, 1959. Arquivo Nacional.

- A rodovia Fernão Dias que liga São Paulo a Belo Horizonte, obra iniciada por Getúlio Vargas, inaugurada por JK em 1960 e concluída em 1961.
- A BR-364 ligando Cuiabá a Porto Velho e Rio Branco, inicialmente uma estrada de terra e que foi asfaltada em 1983. A BR-364 foi a primeira rodovia a ligar o Centro Oeste a Rondônia e ao Acre. A BR-364 viabilizou o povoamento de Rondônia que passou de 70 000 habitantes em 1960 para 500 000 habitantes em 1980.

O governador de Rondônia na época, Paulo Nunes Leal, em seu livro "O outro braço da Cruz", conta como conseguiu de JK a construção da BR-364 em 2 de fevereiro de 1960:
"- Sr. Presidente!
- Diga Paulo!
- O Sr. já ligou Brasília ao Centro-Sul, ao Nordeste e a Belém. Por que o Sr. não faz o outro braço da cruz, ligando Brasília ao Acre?
- Uai, Paulo! E pode?
- Pode, Sr. Presidente! Mas é negócio pra homem!
- Então vai ser!"
Os críticos de Juscelino Kubitschek frisam o fato de ele ter priorizado o transporte rodoviário em detrimento do transporte ferroviário com a implantação da indústria automobilística no Brasil, o que teria causado prejuízos econômicos como o crescimento das importações de derivados de petróleo (gasolina e óleo diesel) e petróleo, e também provocado isolamento e decadência de certas cidades. JK conseguiu entretanto, com a inauguração da Refinaria de Duque de Caxias, em 1961, a autossuficiência do Brasil na produção de derivados de petróleo, passando o Brasil, a partir de então, a importar apenas a matéria-prima, produzindo os derivados de petróleo nas refinarias brasileiras.
A opção pelas rodovias é considerada, por muitos, danosa aos interesses do país, que estaria mais bem servido por uma grande rede ferroviária. Na década de 1920, o presidente Washington Luís também havia sido contestado por construir rodovias, sendo apelidado de "General Estrada de Bobagem", um trocadilho com "estrada de rodagem". Mesmo após o governo Juscelino, continuou forte, no Brasil a oposição política à construção de rodovias: na década de 1960, em São Paulo, Ademar de Barros foi muito criticado por construir a Rodovia Castelo Branco, tida na época, como obra cara e desnecessária.
A dívida externa brasileira aumentou de 87 milhões de dólares, em 1955, para 297 milhões de dólares em 1959.
Apesar do crescimento econômico, a construção de Brasília fez com que o mandato de Juscelino Kubitschek terminasse com crescimento da inflação, aumento da concentração de renda e arrocho salarial. Em 1956, a taxa de inflação era de 19,2%, e em 1960, de 30,9%. Ocorreram várias manifestações populares, com greves na zona rural e nos centros industriais que se alastram nos governos seguintes.
De fato, a expansão do crédito, a grande quantidade de importações para a indústria automobilística e as constantes emissões de moeda - para manter os investimentos estatais e pagar os empréstimos externos - provocaram crescimento da inflação e queda no valor dos salários. Em 1960, a inflação estava a 30,9% ao ano, subiu para 43% em 1961, para 55% em 1962 e chegou a 81% em 1963. O economista Roberto de Oliveira Campos, um dos coordenadores do Plano de Metas, foi um dos primeiros economistas a alertar Juscelino para o caráter inflacionário da construção de Brasília. Durante o governo JK, a produção industrial cresceu 80%, os lucros da indústria cresceram 76%, mas os salários cresceram apenas 15%.

### Esportes

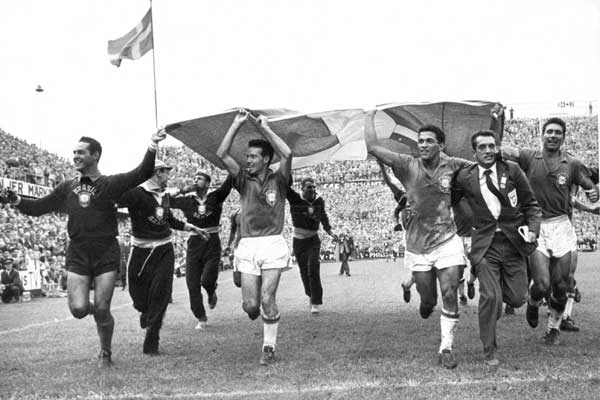
Jogadores da Seleção Brasileira comemoram o primeiro título mundial na Copa do Mundo FIFA de 1958.

Na Suécia, em junho de 1958, acontecia a Copa do Mundo. A Seleção Brasileira havia conquistado o seu primeiro título. Em 1959, a tenista Maria Esther Bueno venceu os torneios de US Open e Wimbledon; e, a seleção brasileira de basquete masculina foi campeã mundial no Chile.

### Cultura
Fundou a Orquestra Sinfônica Nacional da Rádio MEC, mais tarde incorporada em 1984 à Universidade Federal Fluminense, como Orquestra Sinfônica Nacional da Universidade Federal Fluminense.

### Construção de Brasília
A construção de Brasília foi um dos fatos mais marcantes da história brasileira, e da política de JK no seu mandato de cinco anos como presidente, sendo uma das maiores obras do século XX. A ideia de construir uma nova capital no centro geográfico do País estava prevista na Constituição de 1891, na Constituição de 1934 e na Constituição de 1946, mas foi adiada sua construção por todos os governos brasileiros desde 1891.
A promessa de construir Brasília foi feita por JK, no dia 4 de abril de 1955, em um comício em Jataí, no estado de Goiás quando, no final do comício, JK resolveu ouvir perguntas de populares e o estudante para tabelião Antônio Soares Neto, o Toniquinho, perguntou a JK se este iria cumprir toda a constituição do Brasil de 1946, inclusive o artigo referente a nova capital.
"Toniquinho" se referia ao artigo 4.º do "Ato das disposições constitucionais transitórias da Constituição de 1946" que dizia:
| “ | Art 4.º - A Capital da União será transferida para o planalto central do país. § 1.º - Promulgado este Ato, o Presidente da República, dentro de sessenta dias, nomeará uma Comissão de técnicos de reconhecido valor para proceder ao estudo da localização da nova Capital. § 2.º - O estudo previsto no parágrafo antecedente será encaminhado ao Congresso Nacional, que deliberará a respeito, em lei especial, e estabelecerá o prazo para o início da delimitação da área a ser incorporada ao domínio da União. § 3.º - Findos os trabalhos demarcatórios, o Congresso Nacional resolverá sobre a data da mudança da Capital. § 4.º - Efetuada a transferência, o atual Distrito Federal passará a constituir o Estado da Guanabara. | ” |

O Congresso Nacional, mesmo com descrença, aprovou a lei n.º 2 874, sancionada por JK, em 19 de setembro de 1956, determinando a mudança da Capital Federal e criando a Companhia Urbanizadora da Nova Capital — Novacap.
As obras, lideradas pelos arquitetos Lúcio Costa e Oscar Niemeyer começaram com entusiasmo em fevereiro de 1957. Mais de duzentas máquinas e trinta mil operários - os candangos - vindos de todas as regiões do Brasil (principalmente do Nordeste do Brasil), exerceram um regime de trabalho ininterrupto, dia e noite, para construir e concluir Brasília até a data prefixada de 21 de abril de 1960, em homenagem à Inconfidência Mineira.
As obras terminaram em tempo recorde de 41 meses — antes do prazo previsto. Já no dia da inauguração, em pomposa cerimônia, Brasília era considerada como uma das obras mais importantes da arquitetura e do urbanismo contemporâneos.
Além da obediência à Constituição, a construção da Nova Capital visava a integração de todas as regiões do Brasil, a geração de empregos, absorvendo o excedente de mão de obra da região Nordeste do Brasil e o estímulo ao desenvolvimento do interior, desafogando a economia saturada do Centro-Sul do país.

### Acusações de corrupção
JK também foi acusado diversas vezes de corrupção. As acusações vinham desde os tempos em que ele era governador, e se intensificaram no período em que ele foi presidente. As denúncias se multiplicaram por conta da construção de Brasília: havia sérios indícios de superfaturamento das obras e favorecimento a empreiteiros ligados ao grupo político de Juscelino. Outro caso rumoroso foi o da empresa aérea Panair do Brasil, pertencente a amigos de JK, que foi acusada de possuir um monopólio do transporte de pessoas e materiais enviados para a construção de Brasília. Durante a construção de Brasília, como a BR-050 ainda não estava pronta, grande parte dos materiais e equipamentos utilizados na obra eram transportados por aviões.
A imprensa chegou a dizer que JK teria a sétima maior fortuna do mundo, o que nunca foi provado. Durante a campanha eleitoral de 1960, para a escolha de seu sucessor, as denúncias de corrupção contra JK foram amplamente exploradas pelo candidato Jânio Quadros, que prometia "varrer a corrupção" do governo de JK. Este respondeu a Inquérito Policial Militar durante o regime militar, acusado de corrupção e de ter apoio dos comunistas.
| “ | Devemos informar que dias antes de sua morte, JK, agradecia aos militares de terem conseguido consolidar Brasília como Capital Estratégica do Brasil, Juscelino foi médico militar, não devemos esquecer isso. | ” |

Quando de sua morte, porém, o seu inventário de bens mostrou um patrimônio modesto, tendo sua filha Márcia precisado vender um apartamento para financiar sua campanha eleitoral à Câmara dos Deputados.

#### O edifício Ciamar
O consórcio de empreiteiras (Sotege-Rabello) seria responsável pela construção do edifício Ciamar, onde JK teria ganho um apartamento e também por benfeitorias feitas num terreno que o governo paraguaio doara a Juscelino na região de Foz do Iguaçu. O dono do apartamento, Sebastião Paes de Almeida, amigo de JK e ex-ministro da Fazenda, foi considerado um "laranja" de Juscelino. O então chefe do Gabinete de Segurança Institucional e futuro presidente da república, Ernesto Geisel, acompanhou o processo pessoalmente. A denúncia foi arquivada em 1968 por falta de provas. Atualmente, o edifício Ciamar chama-se "JK" e está localizado no Leblon. Avalia-se que tal escândalo influenciou diretamente a eleição de Jânio Quadros e até mesmo na tomada de poder pelos militares.

### Escândalo sexual
Manteve, durante 18 anos (1958 a 1976), um romance secreto com Maria Lúcia Pedroso, esposa do deputado e assessor de JK José Pedroso. Ele a conheceu aos 23 anos durante a comemoração do seu aniversário de 56 anos. José Pedroso descobriu o caso em 1968, chegando a ameaçar matá-los com um revólver. Preferiu posteriormente contar tudo à esposa de Kubitschek. Mesmo com a traição descoberta, Pedroso manteve-se casado e vivendo na mesma casa com Maria Lúcia, porém dormindo em quartos separados. Sarah proibia JK de ir ao Rio de Janeiro, onde vivia Maria Lúcia, para que não a encontrasse. Juscelino acabou morrendo num acidente de carro na Via Dutra, justamente quando estava indo encontrar-se com Maria Lúcia. A vedete e ex-amante de Getúlio Vargas, Virgínia Lane, também disse ter passado uma noite com Juscelino.

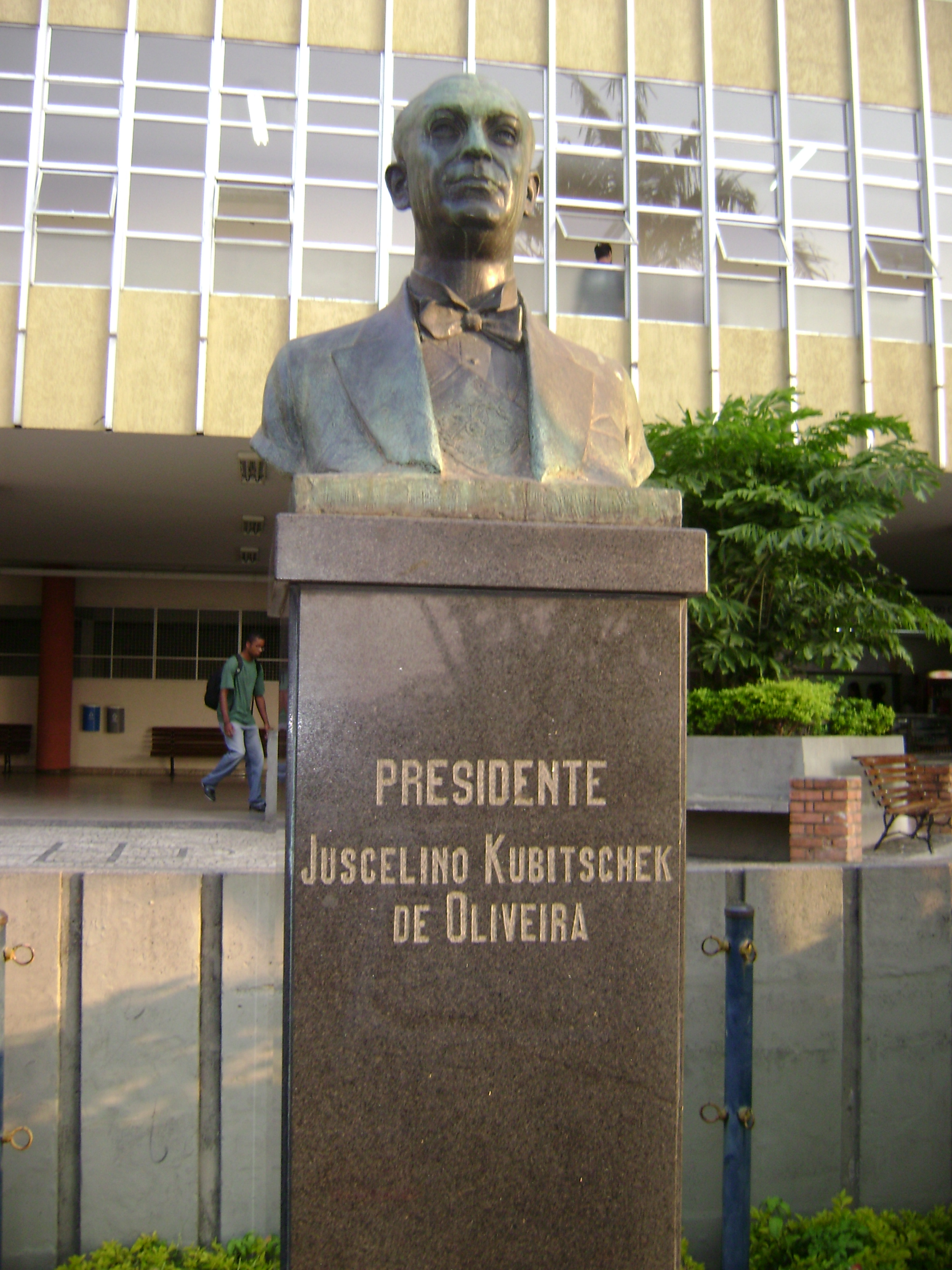
Estátua de JK no campus I do Cefet-MG.

### Política externa
No plano internacional, Juscelino procurou estreitar as relações entre o Brasil e os Estados Unidos, ciente de que isso ajudaria na implementação de sua política econômica industrial e na preservação da democracia brasileira.
Formulou a Operação Pan-americana, iniciativa diplomática em que solicitava apoio dos Estados Unidos ao desenvolvimento da América do Sul, como forma de evitar que o continente americano fosse assolado pelo fantasma do comunismo. Arquivos do Instituto para o Estudo dos Regimes Totalitários, indicam que seu ministro interino da educação, Celso Brant, foi um colaborador da StB (serviço de inteligência da Tchecoslováquia). De acordo com fontes russas, o casal de espiões soviéticos Mikhail e Anna Filonenko, infiltrados no Brasil de 1954 a 1960 com as identidades falsas de "Joseph Ivanovich Kulda" e "Mariya Navotnaya", conseguiram aproximar-se do círculo do presidente.

### Manifestações contra JK
Duas semanas após a posse de JK, a 11 de fevereiro de 1956, ocorre a Revolta de Jacareacanga, liderada pelo major-aviador Haroldo Veloso e pelo capitão-aviador José Chaves Lameirão. Acusavam o presidente de supostas associações com grupos financeiros internacionais para a entrega de petróleo e minerais estratégicos, e de infiltração comunista nos postos militares de alto-comando. No mesmo mês, a rebelião militar foi debelada. Enviou ao Congresso um projeto de lei que concedeu anistia ampla e irrestrita a todos os civis e militares que tivessem participado de movimentos políticos ou militares no período de 10 de novembro de 1955 até 19 de março de 1956.
No início do governo, acontecem duas greves de transportes públicos em São Paulo. No Rio de Janeiro, a empresa canadense Light S.A. aumenta o preço das passagens de bonde, atitude que levou à primeira manifestação pública de estudantes e populares. Em uma semana, com as lideranças sindicais no Palácio do Catete, JK negociou o fim do movimento com a redução das tarifas. JK conseguiu conciliar o país nos inúmeros conflitos.

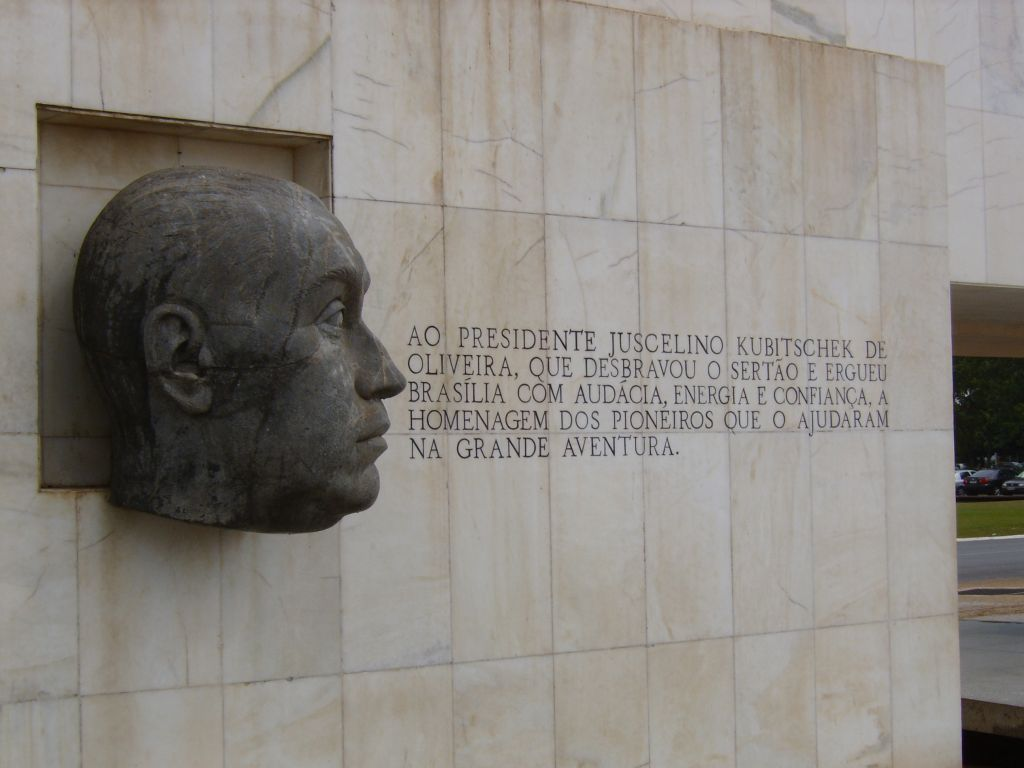
Rosto de JK na Praça dos Três Poderes.

Em 3 de dezembro de 1959, em Aragarças eclode uma nova rebelião, com a participação de dez oficiais da Aeronáutica, três do Exército e alguns civis mais radicais ligados às ideias de Carlos Lacerda. Os rebeldes denunciavam "a conspiração comunista em marcha", que seria inspirada pelo governador do Rio Grande do Sul Leonel Brizola. Iniciou-se com o sequestro do primeiro avião brasileiro, do modelo Constellation da empresa Panair. Em 36 horas, o movimento foi debelado através da conciliação e anistia aos rebeldes.

### Espiritismo e Maçonaria
Há relatos dando conta de que o presidente Juscelino enviava perguntas ao médium Chico Xavier pedindo conselhos sobre problemas enfrentados durante a construção de Brasília.
Concedeu indulto ao médium José Pedro de Freitas, o "José Arigó", ou "Zé Arigó", que fora preso acusado de exercício ilegal da medicina. Existem relatos de que JK fazia parte da Maçonaria, informação esta nunca confirmada pela maçonaria brasileira.

## A eleição do sucessor de JK

Lô Borges, Fernando Brant, Juscelino Kubstcheck, Márcio Borges e Milton Nascimento, em Diamantina, Minas Gerais, 1971.

As eleições de 3 de outubro de 1960 foram vencidas pelo candidato oposicionista Jânio Quadros, ex-governador de São Paulo apoiado pela UDN. Jânio obteve 48% dos votos válidos, em um total de quase seis milhões de votos, a maior votação nominal obtida por um político brasileiro até então. Juscelino apoiou o militar Marechal Henrique Lott, seu ministro da guerra, morto em 19 de maio de 1984, e que havia garantido a posse de JK em 1955. Lott era o candidato a presidente pela aliança PSD-PTB que tinha João Goulart candidato a reeleição como vice-presidente da república. A disputa entre Jânio e Lott foi chamada de a campanha da vassoura contra a espada. Ademar de Barros, novamente candidato, definiu-se como "a candidatura de protesto", e obteve o terceiro lugar. João Goulart foi reeleito vice-presidente da república.
Ao passar a faixa presidencial para Jânio Quadros, em 31 de janeiro de 1961, Juscelino tornou-se o primeiro presidente civil desde Artur Bernardes, eleito pelo voto direto, que iniciou e concluiu seu mandato dentro do prazo determinado pela Constituição Federal. Após JK, o primeiro presidente civil eleito pelo voto direto a cumprir integralmente seu mandato foi Fernando Henrique Cardoso.

## Os Anos Dourados
Após a retomada da democracia no Brasil em 1945, Juscelino Kubitschek e sua atuação como governador de Minas Gerais e na Presidência da República, foram referências para o Brasil entre os anos de 1951 e 1961. A era JK ficou conhecida como os "anos dourados". Ao longo da década de 1950, a economia brasileira foi industrializada rapidamente, passando de rural a urbana.
Nessa época foram se popularizando os eletrodomésticos, que prometiam facilitar a vida do lar. Eram de todos os tipos, desde enceradeiras até aspiradores de pó, carros, televisores, o rádio e os toca-discos portáteis e o disco de vinil. Foram criados os objetos de plástico e fibra sintética, além de casas com mobílias com menos adornos.
Este estilo de vida foi criado nos Estados Unidos e recebeu o nome de American way of life, (estilo de vida americano) e, por conta da influência norte-americana durante e após a Segunda Guerra Mundial, espalhou-se pelo mundo.

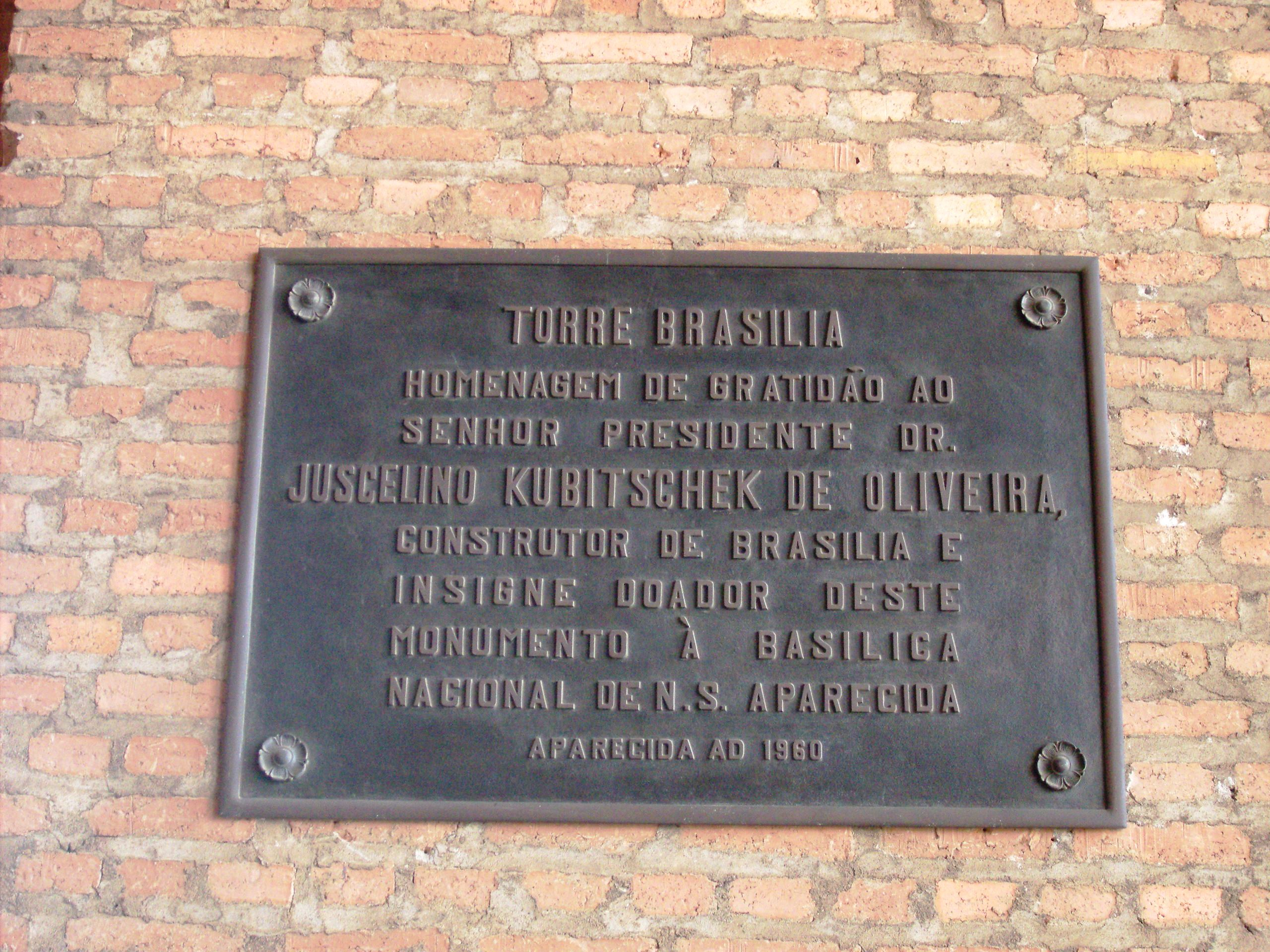
Placa homenageando JK

Enquanto tudo isso se consolidava, os meios de comunicações e de diversões se ampliavam. Eram emissoras de rádios que através das ondas curtas chegavam a grande parte do interior do Brasil, revistas como Seleções e O Cruzeiro, jornais, radionovelas, o teatro de revista, programas radiofônicos de musicais e os humorísticos, o radiojornal Repórter Esso e as comédias e as chanchadas da Atlântida Cinematográfica do Rio de Janeiro. O cinema brasileiro teve sua fase dourada, nos anos 1950, com a Companhia Cinematográfica Vera Cruz, de São Paulo, e a premiação do filme O Cangaceiro, no exterior, em 1953.
Os teatros, rádios, especialmente a Rádio Nacional, radionovelas, radiojornais, teleteatros e telejornais na televisão que já atingia a maioria das capitais brasileiras, tinham mais audiência que nunca. Em 1958, a música popular brasileira é sucesso no exterior, especialmente a Bossa Nova, criada naquela época, e com sucessos como Chega de Saudade de Vinicius de Moraes e Tom Jobim.
O salário-mínimo, em 1959, descontando a inflação, ou seja, em valores reais, é considerado o mais alto da história do Brasil.

## Após a presidência
Em janeiro de 1960, pouco antes de deixar a presidência, JK deixou uma mensagem de agradecimento ao professor José Antero de Carvalho, na qual resume sua visão sobre seu governo e seu futuro político. A carta tinha o seguinte teor:
| “ | Sinto-me satisfeito em poder proclamar que, na presidência da república, não faltei a um só dos compromissos que assumi como candidato. Mercê de Deus, em muitos setores realizei além do que prometi, fazendo o Brasil avançar, pelo menos, cinquenta anos de progresso em cinco anos de governo. Pude ainda, através da operação Pan-Americana, despertar as esperanças e energias dos povos americanos para o objetivo comum de combater o subdesenvolvimento. E todo este esforço culminou no cumprimento da meta democrática, quando o nosso país apresentou ao mundo um admirável espetáculo de educação política, que me permite encerrar o mandato, num clima de paz, de ordem, de prosperidade e de respeito a todas as prerrogativas constitucionais. Sejam quais forem os rumos de minha vida pública, levarei comigo, ao deixar o honroso posto que me confiou a vontade popular, o firme propósito de continuar servindo ao Brasil com a mesma fé, o mesmo entusiasmo e a mesma confiança nos seus altos destinos! | ” |

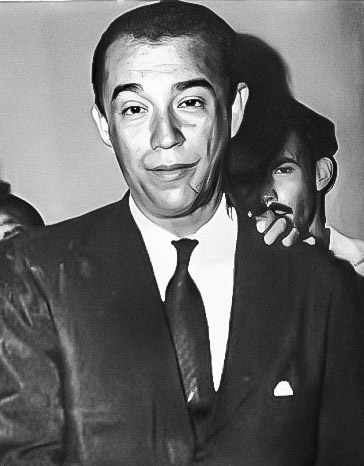
JK enquanto senador por Goiás.

Juscelino foi eleito senador pelo estado de Goiás em 1960. Desejava concorrer novamente à Presidência da República, nas eleições marcadas para 3 de outubro de 1965. Sua pré-campanha eleitoral foi chamada de "JK-65: A vez da agricultura". A candidatura de JK foi lançada pelo PSD, em 20 de março de 1964. Os outros pré-candidatos eram Carlos Lacerda, Leonel Brizola e Jânio Quadros. Estas candidaturas foram abortadas pelo golpe militar de 1964, iniciado em 31 de março de 1964.
Em 11 de abril de 1964, o Congresso Nacional elegeu o general Castelo Branco presidente da república e o antigo amigo de Juscelino, do tempo do seminário em Diamantina, José Maria Alkmin, como vice-presidente da república. Juscelino, na condição de senador por Goiás, votou em Castelo Branco e em Alkmin. Seu voto foi um dos mais ovacionados e aplaudidos da sessão.
Acusado de corrupção e de ser apoiado pelos comunistas, teve os direitos políticos cassados, em 8 de junho de 1964, perdendo o mandato de senador por Goiás. A partir de então passou a percorrer cidades dos Estados Unidos e da Europa, em um exílio voluntário.
Voltou ao Brasil, logo depois das eleições de 3 de outubro de 1965, nas quais dois aliados de JK e adversários do governo Castelo Branco, Francisco Negrão de Lima e Israel Pinheiro da Silva, venceram as eleições para governador na Guanabara e em Minas Gerais, respectivamente, porém JK permaneceu pouco no Brasil, logo voltando para o exílio. Após esse segundo exílio voluntário, regressou definitivamente ao Brasil em 1967.
Posteriormente, tentou articular em 1967 a Frente Ampla de oposição ao regime militar, juntamente com o ex-presidente João Goulart e o ex-governador da Guanabara, Carlos Lacerda, este último seu antigo adversário político.
JK pretendia voltar à vida política depois de passados os dez anos da cassação de seus direitos políticos. Para dissuadi-lo, os militares usaram os fantasmas das denúncias de corrupção, buscando desmoralizá-lo politicamente. Eles ameaçavam levar as investigações adiante, caso Juscelino tentasse voltar à cena política.
Apesar dos fortes indícios de corrupção e da pressão de alguns segmentos políticos e da opinião pública da época, JK nunca chegou a responder formalmente à Justiça pelas acusações de corrupção, porém respondeu aos Inquéritos Policiais Militares a que foi submetido.
Um ano antes de sua morte, seu nome ainda era proibido na televisão brasileira. Assim, a telenovela Escalada, exibida em 1975, pela Rede Globo, em que era tratado o tema da construção de Brasília, não pode mencionar o seu nome. O recurso usado pelo autor Lauro César Muniz foi mostrar os personagens assoviando a música "Peixe-Vivo" que identificava JK.

## Morte

Velório do presidente Juscelino Kubitschek. Arquivo Nacional.

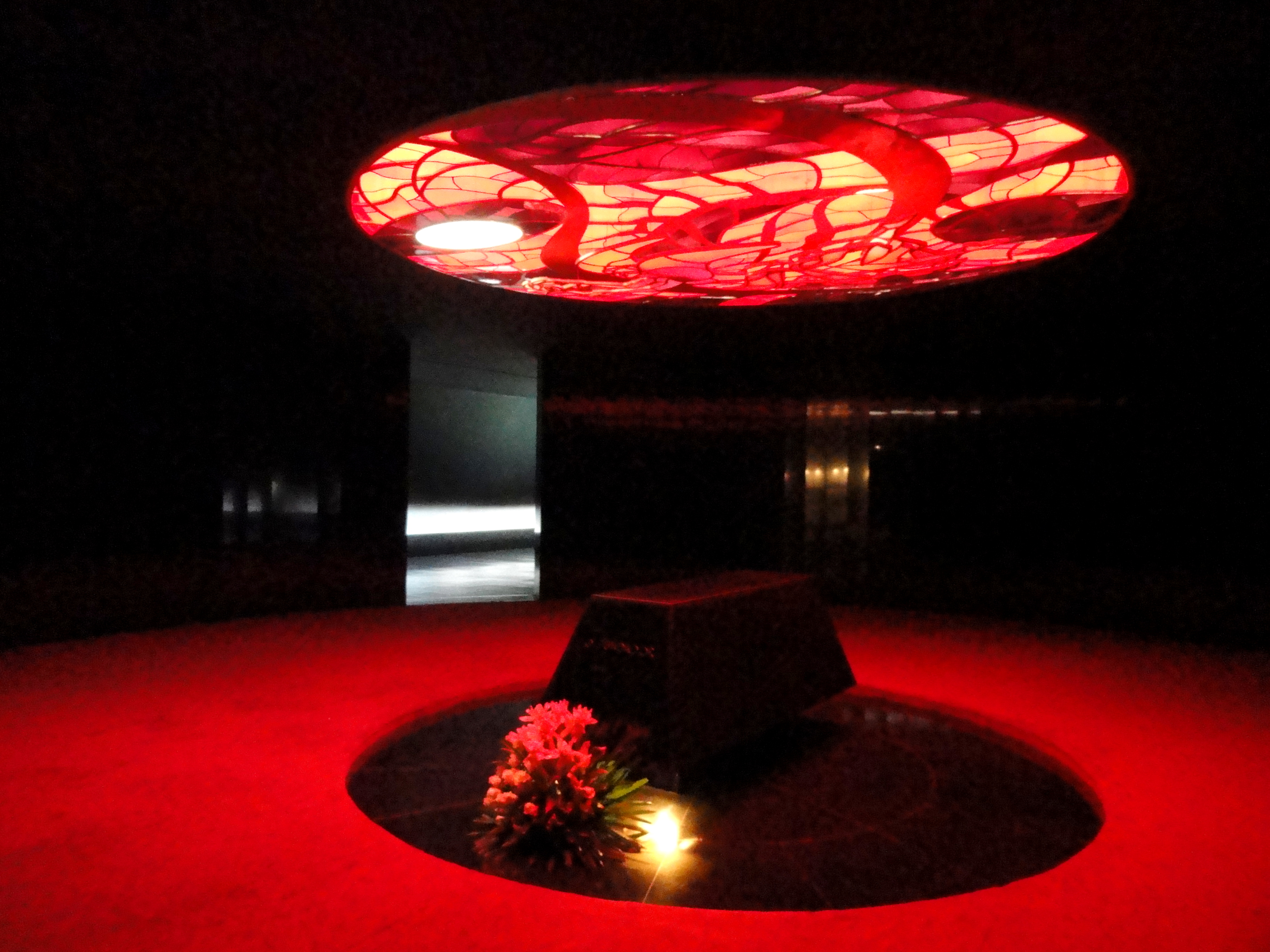
Túmulo de JK no Memorial JK.

Morreu em 22 de agosto de 1976, durante uma viagem de carro na Rodovia Presidente Dutra, faltando exatamente 3 semanas para completar 74 anos. Segundo as autoridades de então, teria sido um mero acidente automobilístico, no antigo quilômetro 165 (atual 328) da Rodovia Presidente Dutra, na altura da cidade fluminense de Resende.
O automóvel em que viajava, um Chevrolet Opala, colidiu violentamente com uma carreta carregada de gesso, tendo também seu motorista e amigo Geraldo Ribeiro, morrido no acidente. O local do acidente ficou conhecido como "Curva do JK", antes conhecido como "Curva do Açougue". Mais de trezentas mil pessoas assistiram ao seu funeral em Brasília, onde a multidão cantou a música que o identificava: Peixe Vivo. Seus restos mortais repousam no Memorial JK, construído em 1981, na capital federal do Brasil, Brasília, por ele fundada.
Em 1996 seu corpo foi exumado, para se esclarecer a causa de sua morte, levantando-se novamente a polêmica sobre o caso. O laudo oficial da exumação novamente concluiu que foi apenas um acidente de trânsito, sendo tal laudo contestado pelo secretário particular de JK, Serafim Jardim, no livro "JK, onde está a verdade".
Em 2001, a Câmara dos Deputados instituiu uma Comissão Externa - requerida pelo marido da neta de JK, ex-deputado Paulo Octávio - para averiguar as suspeitas de assassinato do ex-presidente. A apuração final da Comissão foi taxativa:
| “ | Por mais que se exercite a imaginação e a criatividade, não se consegue encontrar um argumento sólido, balizado, lógico e técnico que possa apoiar a tese de assassinato... Os menores detalhes não passaram despercebidos. Investigamos todas as dúvidas, todas as suspeitas. À medida que as questões foram sendo esclarecidas e respondidas, a conclusão foi-se impondo inexoravelmente. Ao final destes trabalhos, não restam mais dúvidas de que a morte de Juscelino Kubitscheck foi causada por um acidente automobilístico, sem qualquer resquício da consumação de um assassinato encomendado. | ” |

Em 2012, a Comissão Nacional da Verdade, que analisa os crimes políticos ocorridos entre 1946 e 1988, decidiu analisar o inquérito sobre a morte de Juscelino. Em 9 de dezembro de 2013, a Comissão Municipal da Verdade Vladimir Herzog, da cidade de São Paulo, afirmou que o ex-presidente na realidade foi assassinado. Em 22 de abril de 2014, a Comissão Nacional da Verdade concluiu que a morte de JK foi acidental.

## Representações na cultura e homenagens

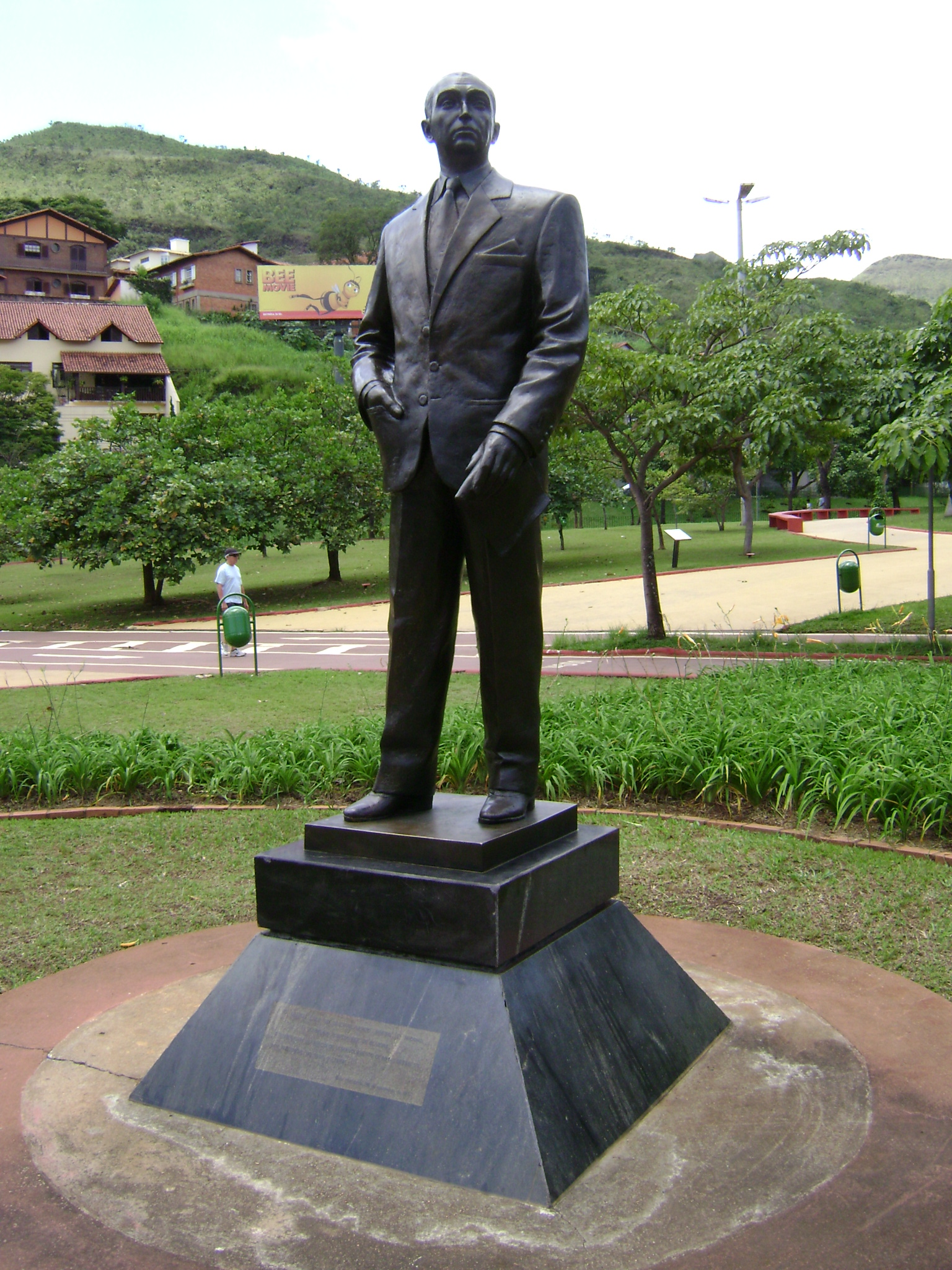
Estátua de Juscelino Kubitschek localizada em Belo Horizonte.

JK é geralmente admirado pela população brasileira como um visionário empreendedor, que concretizou seus planos em grandes obras, dando sequência ao processo de modernização do país iniciado por Vargas - conquanto JK não mantivesse o mesmo apelo nacionalista que caracterizara o governo de seu antecessor. Sua opção por um projeto de desenvolvimento econômico associado ao capital externo (fortemente financiado por bancos internacionais e impulsionado por empresas estrangeiras), pela infraestrutura com base no transporte rodoviário e no petróleo, pelo incentivo à grande indústria automobilística, assim como o seu anticomunismo, aproximaram Juscelino e os Estados Unidos. Sua habilidade política no âmbito doméstico, evidenciada sobretudo na condução das várias tentativas de desestabilização sofridas por seu governo, é igualmente lembrada de maneira favorável.
A vida e carreira política de Juscelino Kubitschek foi tema de muitos livros e, de 3 de janeiro até 24 de março de 2006, foi contada através de uma minissérie da Rede Globo intitulada "JK".
Juscelino Kubitschek foi retratado como personagem no cinema, teatro e na televisão, interpretado por José de Abreu no filme "Bela Noite para Voar" (2005), e José Wilker e Wagner Moura na minissérie de televisão "JK" em 2006. No teatro foi interpretado pelo ator John Vaz no espetáculo "JK 1902 - 2002" no Museu da República RJ em comemoração aos cem anos de JK.
Em 1980, foi lançado o documentário: "Os Anos JK - Uma Trajetória Política", dirigido por Sílvio Tendler. Em 2002, Sílvio Tendler lançou o documentário "JK – O Menino que Sonhou um País".
Teve sua efígie impressa nas notas de Cz$ 100,00 (cem cruzados) de 1986, e teve sua efígie cunhada no verso das moedas de um real, lançadas em 2002, no Brasil, comemorativas do centenário de seu nascimento.
Foi criada a "Comenda JK", também conhecida como a "Joia de JK" (cravejada com 22 rubis e cinco esmeraldas) durante as comemorações de seus cem anos. No Palácio da Alvorada, o presidente Fernando Henrique Cardoso recebeu a primeira peça das mãos de uma das filhas de JK, e do Comendador Regino Barros, Grão Mestre da Soberana Ordem do Mérito do Empreendedor JK, e presidente do CICESP, Centro de Integração Cultural e Empresarial de São Paulo, considerada a mais alta condecoração da Sociedade Brasileira.
Em 1986, no décimo aniversário de morte de Juscelino Kubitschek, o compositor Cláudio Santoro escreveu, por encomenda do então Governador do Distrito Federal José Aparecido de Oliveira, a obra Réquiem para JK, baseada no texto rito fúnebre católico. A obra foi estreada no Teatro Nacional de Brasília em 4 de outubro de 1986, com o Coro e a Orquestra Sinfônica do Teatro Nacional de Brasília sob a regência do compositor.
A Rodovia Juscelino Kubitschek que liga Brasília à cidade Rio de Janeiro, o Aeroporto Internacional de Brasília, a Rodovia Presidente Juscelino Kubitschek que compreende o trecho da BR-020 entre Formosa e Fortaleza, e as cidades de Presidente Juscelino (Minas Gerais), Presidente Kubitschek (Minas Gerais) e Presidente Juscelino (Maranhão) foram nomeadas em sua homenagem.
Filé a JK é considerado um prato típico da cidade de Franca e foi batizado em homenagem a Kubitschek. O prato consiste de filé mignon recheado com queijo muçarela e presunto (e fritos à milanesa), acompanhado de batata frita, banana à milanesa e arroz (com gemas pasteurizadas, ervilhas, cebolinha e manteiga). Em 2013 o prato foi tombado como patrimônio histórico e cultural do município de Franca.
Existe uma escola em sua homenagem localizada no bairro de Jardim América, na Zona Norte do Rio de Janeiro, a Escola Técnica Estadual Juscelino Kubitschek, inaugurada no final dos anos 70 pelo Governador Chagas Freitas e com a presença de Sarah Gomes de Lemos. Além dessa, no Distrito Federal por volta da década de 1970 foi inaugurada uma escola chamada JK, em homenagem ao presidente, a qual hoje é um grupo de unidades presente em pontos estratégicos da UF oferecendo ensino desde a educação infantil até faculdade, sendo reconhecido como um dos melhores centros educacionais de Brasília.
| “ | Qual seria o futuro se o ceticismo predominasse? Do chão de uma fábrica nasceu um presidente. É a evidência da semeadura generosa promovida pelo desassombro de JK. | ” |

Quando estava em Portugal durante a viagem internacional a 22 de janeiro de 1956, recebeu a 3 de fevereiro desse ano a Grã-Cruz da Ordem Militar da Torre e Espada, do Valor, Lealdade e Mérito, tendo recebido também a Grã-Cruz da Banda das Três Ordens a 30 de julho de 1957 e o Grande-Colar da Ordem do Infante D. Henrique a 20 de outubro de 1960.
Na cidade de Guanhães, o ex-prefeito, companheiro de partido e grande amigo de JK, João Elias Neto, através da Lei 483 de Setembro de 1959, aprovou a nomeação de Praça Juscelino Kubitschek à praça localizada próxima à Igreja Matriz de São Miguel e Almas.